# Liste des personnages du monde des sorciers de J. K. Rowling
Pour les personnages principaux des romans et de la pièce de théâtre Harry Potter, voir Personnages principaux de Harry Potter.
 (mars 2025).
Motif : Il manque des informations essentielles : la précision des noms en version originale.
Cette page est une liste de personnages du monde des sorciers de J. K. Rowling.
Non-exhaustive, cette liste recense les personnages principaux et secondaires de la série romanesque Harry Potter, des films adaptés, de la pièce de théâtre, de la série de films Les Animaux fantastiques et des jeux vidéos Harry Potter. Les personnages figurants ou simplement mentionnés n'y sont recensés que s'ils sont mentionnés plus de trois fois dans l'œuvre littéraire complète et/ou s'ils sont clairement identifiables dans les films ou les jeux vidéo.

## Listes des personnages

### Personnages humains

#### A
Abbot, Hannah
Élève de Poufsouffle, membre de l'armée de Dumbledore. Elle participa à la bataille de Poudlard. Après l'histoire principale, elle se marie avec Neville Londubat.
Dans les adaptations cinématographiques des romans, son rôle est interprété par Charlotte Skeoch.
Algie, grand-oncle
C'est un membre de la famille de Neville Londubat. Algie tenta de piéger Neville, pour qu'il montre ses capacités magiques. Il acheta à Neville un crapaud du nom de Trévor et un Mimbulus mimbletonia,.
Avery Jr.
Mangemort.

#### B
Barjow
Borgin en anglais, il tient la boutique « Barjow et Beurk » dans l’Allée des Embrumes. Il est décrit comme un homme aux épaules voutées avec des cheveux longs et gras. Il a aussi été l'employeur de Tom Jedusor.
Dans le film Harry Potter et la Chambre des secrets, son rôle est interprété par Edward Tudor-Pole, mais ses scènes sont coupées au montage final.
 Baron Sanglant
Fantôme de la maison Serpentard. Il est le seul de tout Poudlard, avec Albus Dumbledore, à avoir assez d'autorité pour se faire obéir par Peeves. On apprend dans Harry Potter et les Reliques de la Mort qu'il était jadis l'amant dédaigné de la Dame Grise (fantôme de Serdaigle), de son vrai nom Helena Serdaigle, et qu'il l'a tuée avant de se suicider de remords et de désespoir.
Dans les adaptations cinématographiques des romans, son rôle est interprété par Terence Bayler.
 Beedle le Barde
Connu dans le monde magique pour avoir écrit un recueil de contes pour enfants : Les Contes de Beedle le barde (Le Conte des trois frères, Le Sorcier et la Marmite sauteuse, La Fontaine de la bonne fortune, Le Sorcier au cœur velu et Babbitty Lapina et la Souche qui gloussait).
 Belby, Marcus
Élève de Serdaigle, membre du club de Slug, de un an l'aîné de Harry. Son oncle, Damoclès (ancien élève de Slughorn) a eu l'Ordre de Merlin en inventant la potion Tue-Loup.
Dans les adaptations cinématographiques des romans, son rôle est interprété par Robert Knox .
Bell, Katie
Élève de Gryffondor, membre de l'armée de Dumbledore. Poursuiveuse dans l'équipe de Gryffondor de la première à la sixième année de Harry.
Dans les adaptations cinématographiques, le personnage est incarné par trois actrices différentes : Emily Dale dans Harry Potter à l'École des Sorciers et la Chambre des Secrets, une actrice non-créditée au générique dans Le Prisonnier d'Azkaban puis Georgina Leonidas dans le Prince de Sang-Mêlé et les deux parties des Reliques de la Mort.
Bellebosse, Croyance
Personnage absent de la série romanesque Harry Potter, apparaissant dans la série de films Les Animaux fantastiques.
Fils adoptif de Mary Lou Bellebosse.
Bellebosse, Mary Lou
Personnage absent de la série romanesque Harry Potter, apparaissant dans le film Les Animaux fantastiques.
Dirigeante de la « Ligue des Fidèles de Salem » et mère adoptive de Croyance Bellebosse.
 Bellebosse, Modestie
Personnage absent de la série romanesque Harry Potter, apparaissant dans le film Les Animaux fantastiques.
Modestie Bellebosse est la plus jeune des enfants adoptifs Bellebosse. Elle est très liée à son frère Croyance.
Son personnage est joué au cinéma par Faith Wood-Blagrove.
 Beurk, Caractacus (Caractacus Burke en VO)
C'était l'un des fondateurs de la boutique « Barjow et Beurk » dans l’Allée des Embrumes. Lorsque Lucius Malefoy est entré dans le magasin en 1992, l'homme derrière le comptoir était M. Barjow, qui tient à présent seul le magasin. Beurk faisait partie des gens interrogés par Dumbledore lorsque ce dernier tentait de connaître les détails de l'histoire de Merope (Gaunt) Jedusor. Beurk acheta à celle-ci un médaillon en or qu'il savait avoir appartenu à Salazar Serpentard et lui en offrit 10 Gallions en sachant très bien qu'il était hors de prix. Caractacus est décrit comme un vieil homme petit avec une mèche de cheveux lui couvrant les yeux. Beurk engagea Tom Jedusor juste après sa sortie de Poudlard pour rechercher et « persuader » les gens de leur vendre leurs objets magiques puissants et de valeur. Il fut aussi surpris que tout le monde lorsque Tom Jedusor disparut du jour au lendemain sans raison apparente.
Bibine, Renée
Membre du personnel de Poudlard ; professeur de vol sur balai et arbitre des matchs de quidditch.
Binns, Cuthbert
Membre du personnel de Poudlard ; professeur d'histoire de la magie.
 Black, Orion
Père de Sirius et de Regulus. Époux de Walburga Black.
Black, Phineas Nigellus
Ancien directeur de Poudlard, arrière-arrière-grand-père de Sirius Black. Il est considéré comme le directeur le moins populaire de l'histoire millénaire de Poudlard.
Black, Regulus Arcturus
Ancien Mangemort, frère cadet de Sirius Black. Il vole le médaillon de Salazar Serpentard (transformé en horcruxe) dans la caverne, avant d'être entraîné par les inferi au fond du lac.
Black, Sirius
Parrain de Harry Potter, maraudeur et membre de l'Ordre du Phénix. Sirius Black était élève à Gryffondor, contrairement à toute sa famille qui a étudié parmi les Serpentard. Il meurt dans le cinquième livre, à la suite d'un sort lancé par sa propre cousine Bellatrix Lestrange et tombe dans le voile de la mort situé dans le département des mystères du ministère de la Magie.
 Black, Walburga
Mère de Sirius et de Regulus, épouse d'Orion Black. 
Son portrait accroché dans le hall du 12, square Grimmaurd pousse de grands cris si un passant le réveille, insultant les « Sang-de-Bourbe » et « traîtres à leur sang ». Elle était la propriétaire de l'elfe de maison Kreattur, qui lui restera dévoué même après sa mort, bien qu'il se voie obligé d'obéir à Sirius.
 Bole, Lucien
Élève de Serpentard, batteur de l'équipe de quidditch de Serpentard jusqu'au quatrième livre où il est remplacé par Gregory Goyle. Il a délibérément commis une faute contre Alicia Spinnet pendant la finale de quidditch de l'année scolaire 93-94, qui opposait Gryffondor à Serpentard, en la frappant avec sa batte, puis en affirmant qu'il l'avait prise pour un Cognard.
 Bones, Amelia
Tante de Susan Bones et sœur d'Edgar Bones, fonctionnaire au ministère de la Magie. Elle était à la tête du département de la Justice magique et présidait le Magenmagot. Elle côtoyait Arthur Weasley au ministère et entretenait de bonnes relations avec lui. Lorsque Harry Potter est convoqué pour son audience disciplinaire à l'été 1995, elle fait partie des gens qui l'interrogent sur son Patronus corporel et finit par voter pour l'abandon des charges. Elle fut assassinée par les Mangemorts dans une pièce fermée de l'intérieur, au cours de la seconde guerre des sorciers à l'été 1996, car elle était trop impartiale et honnête selon Tonks. Selon Cornelius Fudge, ce serait Voldemort en personne qui l'aurait tuée, au terme d'un combat acharné. Son meurtre fut étouffé par la presse.
Dans les adaptations cinématographiques des romans, son rôle est interprété par Sian Thomas.
 Bones, Edgar
Oncle de Susan Bones et frère d'Amelia Bones, membre de l'Ordre du Phénix. Considéré comme un grand sorcier par Alastor Maugrey, il fut membre de l'Ordre dans les années 1970. Il fut tué avec sa famille par un mangemort.
Dans les adaptations cinématographiques des romans, son rôle est interprété par Cliff Lanning.
 Bones, Susan
Élève de Poufsouffle, membre de l'armée de Dumbledore.
Boot, Terry
Élève de Serdaigle, membre de l'armée de Dumbledore.
Brown, Lavande
Élève de Gryffondor, membre de l'armée de Dumbledore. Durant la bataille de Poudlard, elle est attaquée par Fenrir Greyback.
Brûlopot, Silvanus
Membre du personnel de Poudlard.
 Bryce, Frank
Jardinier de la maison des Jedusor. Il apparaît dans Harry Potter et la Coupe de feu. C'est un vieux monsieur, qui était jardinier de la maison des Jedusor, au service des grands-parents paternels et du père de Lord Voldemort. Il habite une petite maison en contrebas du manoir à Little Hangleton. Accusé à tort du meurtre de ses anciens employeurs, il continuera d'entretenir la propriété à l'abandon. Frank Bryce est tué par Lord Voldemort lorsqu'il tente de découvrir qui s'y cache.
Dans les adaptations cinématographiques des romans, son rôle est interprété par Eric Sykes.
 Bulstrode, Millicent
Élève de Serpentard, membre de la Brigade Inquisitoriale. Elle se bat avec Hermione Granger dans Harry Potter et la Chambre des secrets, lors du club de duel inventé par le professeur Gilderoy Lockhart. Durant sa seconde année, Millicent fait équipe avec Hermione pendant la première et dernière séance du Club de Duel, et ce sous les ordres de Rogue, et malgré la règle qui stipule qu'il ne doit y avoir aucun contact physique pendant un duel, elle coince la tête d'Hermione sous son bras, laissant ainsi quelques cheveux noirs sur la robe de cette dernière. Hermione les conserve pour les utiliser avec le Polynectar mais les confond avec ceux d'un chat. Ron et Harry sont tous les deux d'accord sur le fait qu'elle est laide ; elle rappelle une vieille taupe à ce dernier. Membre de la Brigade Inquisitoriale d'Ombrage pendant sa cinquième année.
Dans les adaptations cinématographiques des romans, son rôle est interprété par Helen Stuart.
Burbage, Charity
Membre du personnel de Poudlard.

#### C
Carrow, Alecto
Sœur d'Amycus Carrow, mangemort. Elle fait partie des Mangemorts introduits par Drago Malefoy dans l'école lors de la bataille de la tour d'astronomie. Chargée de l'étude des Moldus lors de la septième année de Harry Potter.
Carrow, Amycus
Frère d'Alecto Carrow, mangemort. Il fait partie des mangemorts introduits par Drago Malefoy dans l'école lors de la bataille de la tour d'astronomie. Chargé des cours de défense contre les forces du Mal lors de la septième année de Harry Potter.
 Cattermole, Reginal
Fonctionnaire au ministère de la Magie. C'est un petit sorcier qui travaille au service de la maintenance magique. Il est l'époux de Mary Cattermole et le père de Maisie, Ellie et Alfred Cattermole. Dans Harry Potter et les Reliques de la Mort, Ron prend son apparence afin de pénétrer le ministère sans éveiller l'attention. Ce jour-là correspond également à celui du procès de son épouse qui est accusée d'avoir volé des pouvoirs magiques ainsi qu'une baguette, étant née moldue.
Dans les adaptations cinématographiques des romans, son rôle est interprété par Steffan Rhodri.
 Chang, Cho
Élève de Serdaigle âgée d'un an de plus que Harry, attrapeuse au quidditch, membre de l'armée de Dumbledore.
Chourave, Pomona
Membre du personnel de Poudlard ; professeure de botanique.
Coote, Richie
Élève de Gryffondor, il rejoint l'équipe de quidditch en tant que batteur à partir de la sixième année de Harry.
Corner, Michael
Élève à Serdaigle, membre de l'armée de Dumbledore.
Crabbe Sr.
Père de Vincent Crabbe, mangemort.
 Crabbe, Vincent
Ami de Drago Malefoy, élève de Serpentard. Dans Harry Potter et l'Ordre du Phénix, il fait partie de la Brigade Inquisitoriale de Dolores Ombrage à Poudlard. Dans Harry Potter et les Reliques de la Mort, il se révèle sous un jour nouveau, refusant pour la première fois d'obéir servilement à Drago Malefoy, et se montrant capable d'utiliser la magie noire la plus redoutable, comme de lancer le sortilège de la mort « Avada Kedavra » ou de déclencher un incendie maléfique. C'est d'ailleurs ainsi qu'il meurt, ne sachant pas contrôler son maléfice, après avoir provoqué un incendie dans la Salle sur Demande et n'ayant pu en sortir à temps.
Dans les adaptations cinématographiques des romans, son rôle est interprété par Jamie Waylett.
 Cresswell, Dirk
Fonctionnaire au ministère de la Magie, directeur du « bureau de liaison des gobelins ». il fait une très brève apparition aux côtés de Gripsec, de Dean Thomas, de Ted Tonks et de Gornuk, tous en fuite. Il sera tué par les mangemorts en même temps que Ted Tonks et Gornuk et une minute de silence sera prononcée en leur mémoire à l'émission de radio clandestine Potterveille.
Crivey, Colin et Dennis
Élèves de Gryffondor, membres de l'armée de Dumbledore. Colin sera tué pendant la Bataille de Poudlard.
Croupton Jr, Bartemius
 Bartemius Croupton Junior est un mangemort ayant été jugé, condamné par son propre père et emprisonné à Azkaban. Dans Harry Potter et la Coupe de feu, il parvient à attirer Harry Potter jusqu'à Voldemort, en prenant l'apparence du professeur Maugrey. Il reçoit pour cela le baiser du Détraqueur à la fin du tome 4.
 Croupton Sr, Bartemius
Aussi appelé Barty, fonctionnaire au ministère de la Magie. Droit, impartial, raide et très exigeant, il est fonctionnaire au ministère de la Magie et donne toute son énergie afin d'éradiquer le « mal » du monde magique, notamment pour éliminer les Mangemorts et Voldemort. Il est en outre connu pour les méthodes qu'il utilise, efficaces mais contestées puisqu'il n'hésite pas à utiliser les mêmes méthodes que ses ennemis. Il donne aux Aurors le droit d'utiliser les sortilèges impardonnables. Candidat sérieux au poste de ministre de la Magie, sa popularité n'eut d'égal que la monumentale déception qui l'attendait : trop occupé à travailler, il ne put se rendre compte que son fils Barty Croupton Junior était lui-même un vrai Mangemort et qu'il participa à la torture des Londubat. Il fait tout de même enfermer son fils, en tentant d'oublier son existence. Il devient finalement directeur du département de la coopération magique internationale. Il est tué par son fils, qui le transforme en os et l'enterre dans le jardin d'Hagrid, dans Harry Potter et la Coupe de feu.
Dans les adaptations cinématographiques des romans, son rôle est interprété par Roger Lloyd-Pack.

#### D
La Dame Grise
The Grey Lady en anglais, fantôme de Serdaigle, de son vrai nom Helena Serdaigle, fille de Rowena Serdaigle. Lorsque Harry retourne à Poudlard dans Harry Potter et les Reliques de la Mort en quête du diadème de Rowena Serdaigle, transformé en horcruxe par Voldemort, Luna lui conseille d'interroger la Dame Grise, en insistant sur le fait que l'objet est indispensable pour mettre le Mage Noir hors d'état de nuire. La Dame Grise lui révèle alors que son vrai nom est Helena Serdaigle. Elle lui avoue que par jalousie, elle a elle-même volé jadis le diadème à sa mère, et s'est enfuie pour le cacher dans une forêt d'Albanie. On apprend par la même occasion l'origine du Baron Sanglant, le fantôme de Serpentard : cet amant dédaigné, que Rowena Serdaigle, mère mourante avait chargé de retrouver Helena, l'a tuée dans un accès de rage causé par son obstination, puis s'est suicidé en réalisant ce qu'il avait fait. La Dame Grise avoue enfin qu'elle n'a jamais révélé cette histoire qu'à un seul étudiant, qui l'avait interrogée et avait fait semblant de compatir : Tom Elvis Jedusor, le futur Voldemort. Ainsi est enfin expliqué que Voldemort soit allé se réfugier dans une forêt albanaise après la destruction de son corps mortel. Grâce aux explications de la Dame Grise, Harry peut deviner que Voldemort a ramené jadis le diadème à Poudlard lorsqu'il est venu solliciter un poste d'enseignant auprès de Dumbledore. Il le retrouvera dans la salle des objets cachés, où l'incendie maléfique déclenché par Vincent Crabbe détruira enfin l'objet.
Elle est jouée par Nina Young dans les films Harry Potter à l'école des sorciers et Harry Potter et la Chambre des secrets et par Kelly Macdonald dans la 2e partie de Harry Potter et les Reliques de la Mort.
Danlmur, Ernie
Ernie Prang en anglais, chauffeur du Magicobus.
Dans les adaptations cinématographiques des romans, son rôle est interprété par Jimmy Gardner.
 Davies, Roger
Élève de Serdaigle, capitaine et poursuiveur de leur équipe de quidditch, lors de la troisième à la cinquième année de Harry, il est de deux ans l'aîné de Harry. Il est aussi le cavalier de Fleur Delacour, championne de Beauxbatons, durant le Bal de Noël, dans Harry Potter et la Coupe de feu.
 Dawlish, John
Auror, fonctionnaire au ministère de la Magie. Il a été attaqué par Dumbledore lorsque Dolores Ombrage a découvert l'armée de Dumbledore. À la fin de Harry Potter et l'Ordre du Phénix, quelques minutes après la bataille du département des mystères, il accompagne Fudge avec un autre Auror du nom de Williamson. Il descend inspecter le département des mystères. Dans Harry Potter et le Prince de sang-mêlé, il assure avec Nymphadora Tonks, Savage et Fiertalon, la sécurité des alentours de Poudlard et de Pré-au-Lard. Vers les environs de Noël, Rufus Scrimgeour ordonne à Dawlish de suivre Dumbledore afin de savoir où il va. Dumbledore l'attaque à nouveau avec ses plus grandes excuses. Dans Harry Potter et les Reliques de la Mort, Dawlish procède à l'arrestation de Dirk Cresswell mais le laisse s'échapper. Il est ensuite envoyé par le ministère de Pius Thicknesse, à la solde de Lord Voldemort, pour arrêter la grand-mère de Neville Londubat et faire ainsi pression sur celui-ci, qui mène alors la rébellion contre le régime de Severus Rogue et des Carrow à Poudlard. Cependant, le ministère sous-estime ce faisant le talent de Mme Augusta Londubat, qui se défend vigoureusement, selon les dires de Neville, avant de prendre la fuite. Dawlish se retrouve alors à Sainte-Mangouste, l'hôpital des sorciers.
Dans les adaptations cinématographiques des romans, son rôle est interprété par Richard Leaf.
 Deauclaire, Pénélope
Élève de Serdaigle. Elle est élève de Poudlard de 1987 à 1994. Le 8 mai 1993, elle fut pétrifiée par le Basilic ce qui donna un dur coup à Percy Weasley, qui ne croyait pas que l'héritier de Serpentard s'en prendrait à un préfet. Elle est aussi la petite amie de Percy.
Dans les adaptations cinématographiques des romans, son rôle est interprété par Gemma Padley.
Delacour, Fleur
Championne de l'Académie Beauxbâtons sélectionnée lors du Tournoi des Trois Sorciers, membre de l'Ordre du Phénix et épouse de Bill Weasley.
 Delacour, Gabrielle
Sœur cadette de Fleur Delacour. Elle fut sauvée du Lac Noir par Harry Potter lors de la deuxième tâche du tournoi des 3 sorciers. Elle est née en 1986.
Dans les adaptations cinématographiques des romans, son rôle est interprété par Angelica Mandy.
Derwent, Dilys
Guérisseuse à l'hôpital Sainte-Mangouste puis directrice de l'école de Poudlard.
 Diggle, Dedalus
Membre de l'Ordre du Phénix, fonctionnaire au ministère de la Magie. Harry le rencontre pour la première fois lors de sa première visite du chemin de Traverse dans Harry Potter à l'école des sorciers, alors qu'il passe par le Chaudron Baveur. Il fait partie de la garde rapprochée chargée d'escorter Harry au quartier général de l'Ordre se trouvant au 12, square Grimmaurd à Londres, au début de Harry Potter et l'Ordre du Phénix. Au début de Harry Potter et les Reliques de la Mort, c'est lui qui vient, accompagné d'Hestia Jones au 4, Privet Drive, annoncer à Harry Potter qu'il y a un changement dans le plan et qu'ils s'occupent d'emmener les Dursley se cacher en lieu sûr pour qu'ils ne soient pas découverts par Voldemort et les Mangemorts. Sa maison finira incendiée, lorsque le ministère de la Magie tombera aux mains de Voldemort.
 Diggory, Amos
Père de Cedric Diggory, fonctionnaire au ministère de la Magie. Il travaille au ministère dans le département de contrôle et de régulation des créatures magiques. Amos Diggory et sa femme vivent dans la même région que les Weasley, près de Loutry Ste Chaspoule. C'est dans Harry Potter et la Coupe de feu que Harry rencontre pour la première fois Amos, en haut de la colline Têtafouine pour rejoindre un portoloin (une vieille botte), qui les amènera à la coupe du monde de quidditch. Amos semble envieux de la popularité de Harry et aimerait beaucoup que son fils, Cedric, soit toujours meilleur que Harry en tout.
Dans les adaptations cinématographiques des romans, son rôle est interprété par Jeff Rawle.
 Diggory, Cedric
Élève de Poufsouffle, participant au tournoi des trois sorciers. Né en 1977, fils de Amos Diggory, il est assassiné le 24 juin 1995 par Queudver (Peter Pettigrow) sous les ordres de Voldemort. En 1993, en cinquième année, il devint le capitaine de l’équipe de quidditch où il joue comme attrapeur. C'est un très bon élève et il devient également préfet. En 1994, Cedric est sélectionné par la Coupe de Feu pour représenter Poudlard au Tournoi des Trois Sorciers. Il devient très proche de Cho Chang, ce qui rend Harry jaloux. Lors de la dernière épreuve du tournoi, il remporte celui-ci, ex æquo avec Harry Potter, et touchant ensemble la coupe qui était en fait un Portoloin, ils sont tous deux envoyés auprès de Voldemort, dans le cimetière de son père. C’est là qu’il est assassiné par Peter Pettigrow sous les yeux de Harry.
Dans les adaptations cinématographiques des romans, son rôle est interprété par Robert Pattinson.
Diggory, Delphi
Personnage absent de la série romanesque Harry Potter, apparaissant dans la pièce de théâtre Harry Potter et l'enfant maudit en tant que principale antagoniste.
Dippet, Armando
Ancien directeur de Poudlard.
 Doge, Elphias
Membre de l'Ordre du Phénix. Elphias Doge est l'un des plus vieux amis d'Albus Dumbledore, avec lequel il a fait ses études à Poudlard à la fin du XIXe siècle, et à qui il voue une indéfectible vénération. Il apparaît pour la première fois dans Harry Potter et l'Ordre du Phénix en tant que membre de l'escorte chargée d'amener Harry Potter au 12, square Grimmaurd, à Londres. Dans Harry Potter et les Reliques de la Mort, Harry lit une nécrologie de Dumbledore qu'Elphias a écrite dans la Gazette du Sorcier où on apprend qu'il connaît Dumbledore depuis son premier jour d'école. Plus tard, Doge assiste au mariage entre Fleur Delacour et Bill Weasley. À cette occasion, il se querelle avec Muriel Weasley, qui présente le tort, à ses yeux, de critiquer Dumbledore et de défendre la biographie controversée que Rita Skeeter s'apprête à publier. Bien que membre de l'Ordre du Phénix, il ne participe pas à la bataille finale de Poudlard.
Dans les adaptations cinématographiques des romans, son rôle est interprété par Peter Cartwright dans Harry Potter et l'Ordre du Phénix puis par David Ryall dans Harry Potter et les Reliques de la Mort, partie 1.
Dolohov, Antonin
Mangemort.
Dragonneau, Norbert
Personnage mentionné dans la série romanesque Harry Potter, héros de la série de films dérivée Les Animaux fantastiques. Il est l'auteur fictif du livre Vie et habitat des animaux fantastiques (Les Animaux fantastiques).
Dragonneau, Thésée
Personnage absent de la série romanesque Harry Potter, apparaissant dans le film Les Crimes de Grindelwald.
Frère aîné de Norbert et Auror au ministère de la Magie britannique.
 Dubois, Olivier
Oliver Wood en anglais, élève de Gryffondor, ancien gardien et capitaine de l'équipe de quidditch de Gryffondor. Il est de quatre ans plus âgé que Harry. Il est le gardien ainsi que le capitaine de l'équipe de quidditch de Gryffondor dans les trois premiers livres. C'est Minerva McGonagall, qui savait qu'il était à la recherche d'un nouvel attrapeur, qui lui présentera Harry. Ravi, Dubois commencera dès que possible à lui expliquer les règles. Au cours de la deuxième année de Harry, Dubois sera traumatisé par l'arrêt des matchs de quidditch à cause des accidents de la Chambre des Secrets. Le pire ennemi de Dubois est Marcus Flint, le capitaine de l'équipe de quidditch de Serpentard. En effet, à chaque début de match Gryffondor-Serpentard, quand Madame Bibine demande aux capitaines de se serrer la main, ils essayent d'écraser celle de l'autre. À la sortie de l'école, Olivier Dubois signe pour l'équipe de réserve du Club de Flaquemare. Dans Harry Potter et les Reliques de la Mort, il revient à Poudlard pour la bataille finale, et combat naturellement aux côtés de l'Ordre du Phénix.
Dans les adaptations cinématographiques des romans, son rôle est interprété par Sean Biggerstaff.
Dumbledore, Abelforth
Aberforth en anglais, né en 1883, frère cadet d'Albus Dumbledore, membre de l'Ordre du Phénix, barman de la Tête de sanglier, à Pré-au-Lard.
Dumbledore, Albus
Principal directeur de Poudlard au cours de l'histoire de Harry Potter, fondateur de l'Ordre du Phénix.
 Dumbledore, Ariana
Sœur d'Albus Dumbledore. Ne maîtrisant pas ses pouvoirs magiques après avoir été traumatisée par trois jeunes Moldus lorsqu'elle avait six ans, elle fut cachée par sa mère, puis par Albus, pour ne pas être envoyée à l'hôpital Sainte-Mangouste. Elle fut tuée au cours d'une violente dispute entre Albus, Abelforth et Gellert Grindelwald. Ils ne surent jamais lequel d'entre eux avait lancé le sort fatal.
 Dumbledore, Aurelius
Personnage absent de la série romanesque Harry Potter.
Évoqué par Grindelwald dans Les Animaux fantastiques : Les Crimes de Grindelwald. Voir Croyance Bellebosse.
 Dumbledore, Kendra
Mère d'Albus Dumbledore. Elle fut tuée en 1899 accidentellement par sa fille Ariana, alors que celle-ci n'avait que quatorze ans. Elle est enterrée avec sa fille, décédée quelques années plus tard, à Godric's Hollow. Sur sa tombe est gravée une citation de la Bible : « Là où est ton trésor, là aussi sera ton cœur. » (Matthieu, 6:21).
 Dumbledore, Perceval
Percival en anglais, père d'Albus Dumbledore. En son temps, Perceval Dumbledore fut connu pour avoir agressé trois jeunes Moldus. L'affaire fit la une de la presse de l'époque, et une réputation d'anti-Moldu tomba sur la famille Dumbledore. En 1891, un an avant l'entrée d'Albus à Poudlard, Perceval fut condamné à purger sa peine à Azkaban, la prison des sorciers. Il décéda dans sa cellule quelques années plus tard. La réalité était toute autre. Dans Harry Potter et les Reliques de la Mort, Abelforth Dumbledore, le fils de Perceval, apprend à Harry Potter la vérité sur l'attaque des Moldus. Lorsqu'Ariana avait six ans, trois enfants Moldus l'agressèrent sans qu'elle puisse se défendre d'une quelconque manière. Le choc de l'attaque lui fit perdre l'usage de la magie. Furieux, Perceval se vengea et attaqua les trois enfants. Lors de son procès, il ne raconta pas ce qui s'était réellement passé, car si le ministère de la Magie avait su ce qu'Ariana était devenue, celle-ci aurait été envoyée à l'hôpital Sainte-Mangouste. Il sacrifia sa liberté pour celle de sa fille. Il est mort dans les années 1890.
 Dursley, Dudley
Cousin de Harry Potter. Il est né le 23 juin 1980, soit quelques semaines avant Harry. Il habite avec ses parents et Harry au 4, Privet Drive, Little Whinging, Surrey. C'est un garçon indiscipliné, violent, colérique et capricieux. Dans Harry Potter à l'école des sorciers, alors que Hagrid vient chercher Harry le 31 juillet 1991 à la suite de son admission à Poudlard, Vernon Dursley lui tient tête et, en représailles, Dudley se retrouve affublé d'une queue de cochon, résultat d'un sort lancé par le demi-géant. Cet incident fait réfléchir Dudley, qui est dorénavant un peu plus prudent, craignant que Harry n’utilise à son tour la magie contre lui. Dans Harry Potter et l'Ordre du Phénix, Harry et Dudley sont agressés par deux Détraqueurs. En réponse à la question d'un fan, J. K. Rowling a déclaré que, au contact des Détraqueurs, Dudley s'est vu pour la première fois tel qu'il était vraiment. J. K. Rowling révèle dans une interview donnée après la parution du dernier livre que Harry et Dudley continueront de se fréquenter assez pour s’envoyer des cartes de Noël, mais ils se rendront visite plus par devoir qu’autre chose.
Dans les adaptations cinématographiques des romans, son rôle est interprété par Harry Melling.
 Dursley, Marjorie
Sœur de Vernon Dursley. Appelée aussi « tante Marge », elle est une moldue. Elle possède douze bouledogues, pour qui elle témoigne plus d’intérêt que pour les humains. Elle déteste Harry. Dans Harry Potter et le Prisonnier d'Azkaban, Harry la fait involontairement gonfler comme un ballon, à la suite de quoi elle s'envole au-dessus de Privet Drive.
Dans les adaptations cinématographiques des romans, son rôle est interprété par Pam Ferris.
 Dursley, Pétunia
Tante de Harry Potter, sœur de Lily Evans, femme de Vernon, mère de Dudley. Pétunia adore son fils à qui elle offre de nombreux cadeaux. En ce qui concerne son neveu, Harry, elle est loin d’être aussi aimante que pour son fils et ne rate aucune occasion de le blâmer. Jalouse, elle souffrit durant son enfance de la façon que ses parents avaient d'être fiers de sa sœur, Lily, qui était une sorcière et étudiante à Poudlard. Depuis lors, elle déteste, comme son mari, tout ce qui concerne la magie. On apprend dans Harry Potter et les Reliques de la Mort que Pétunia était jalouse de l'attention portée à sa sœur et des pouvoirs qu'elle avait, ce qui la conduit à écrire une lettre à Dumbledore, dans laquelle elle demande, en vain, à intégrer Poudlard malgré sa condition de moldue. À la fin de la saga, Harry a trois enfants (James, Albus et Lily), Pétunia est donc grand-tante.
Dans les adaptations cinématographiques des romans, son rôle est interprété par Fiona Shaw.
 Dursley, Vernon
Mari de Pétunia et père de Dudley. C'est un moldu. Il a une sœur, Marjorie Dursley. C'est un homme brusque et bourru qui n'apprécie guère l'univers étrange des sorciers ; en fait, il ne tolère ni les sorciers, ni leur mode de vie, ni les phénomènes étranges qui les entourent. Vernon est très heureux d'être « normal », et méprise tout ce qui se rapproche de la magie. Ses relations avec sa belle-sœur Lily Potter ont toujours été teintées de méfiance. Ce n'est qu'à contre-cœur qu'il accueille Harry à la mort de ses parents, quand le professeur Dumbledore et Hagrid le déposent sur le pas de sa porte. Dans Harry Potter à l'école des sorciers, il est paniqué à la vue de la lettre de convocation de Harry à Poudlard, et décide de l'ignorer ainsi que les autres lettres qui arrivent chez lui. Par la suite, il interdit à Harry de prononcer le mot « magie », d'utiliser son matériel (balai, baguette, livres de magie…) ou de faire référence au monde des sorciers.
Dans les adaptations cinématographiques des romans, son rôle est interprété par Richard Griffiths.

#### E
Edgecombe, Marietta
Élève de Serdaigle, membre de l'armée de Dumbledore, elle trahit le groupe en révélant à Dolores Ombrage l'existence de ce dernier. À cause d'un maléfice jeté par Hermione, sa trahison sera punie par une éruption de boutons formant le mot "cafard".
 Everard
Ancien directeur de Poudlard parmi les plus célèbres, il possède un portrait à Poudlard et un autre au ministère de la Magie. Il va donner l'alerte au ministère dans Harry Potter et l'Ordre du Phénix en passant dans son autre tableau à la suite de l'attaque qu'a subie Arthur Weasley.

#### F
Figg, Arabella Dorine
Araballa Doreen Figg en anglais, cracmol voisine de la famille Dursley, membre de l'Ordre du Phénix. Elle habite Wisteria Walk, à Little Whinging, le quartier de la famille Dursley. L’auteur en fait pour la première fois mention dans Harry Potter à l'école des sorciers, au chapitre 2. C’est une vieille dame excentrique qui affectionne les chats. Les Dursley confient souvent Harry à Mme Figg quand ils désirent sortir seuls. Mme Figg a eu quatre chats : Pompom, Patounet, Mistigri et Mignonnette (en anglais : Tibbles, Snowy, Mr Paws et Tufty). Harry apprend au cours de son adolescence que Mrs Figg n'est pas une simple moldue, mais une cracmol au service de l'Ordre du Phénix. Elle s'est vu confier le rôle de surveiller Harry Potter et sur ordre de Dumbledore, elle lui cache pendant toutes ces années son identité et ses fonctions. Au cours de Harry Potter et l'Ordre du Phénix, elle témoigne en sa faveur lors de l'audience disciplinaire au ministère de la Magie. Mrs Figg est présente à Poudlard pour les funérailles de Dumbledore.
Dans les adaptations cinématographiques des romans, son rôle est interprété par Kathryn Hunter.
Finch-Fletchley, Justin
Élève de Poufsouffle, membre de l'armée de Dumbledore.
Finnigan, Seamus
Élève de Gryffondor, membre de l'armée de Dumbledore.
 Flamel, Nicolas
Mentionné dans Harry Potter à l'école des sorciers, Flamel est un alchimiste travaillant en étroite collaboration avec Albus Dumbledore. Il a découvert le secret de fabrication de la pierre philosophale qui procure l'élixir de longue vie particulièrement prisé par Voldemort. C'est ainsi que Flamel a pu atteindre l'âge canonique de 665 ans. Harry Potter se donne pour mission de récupérer cette pierre avant son ennemi. À la fin de Harry Potter à l'école des sorciers, après que Voldemort a échoué en voulant dérober la pierre, Flamel et sa femme, Pernelle, mettent fin à leurs jours en détruisant l'objet. Flamel n'est jamais rencontré par le héros.
C'est un clin d'œil historique de la part de l’auteur au véritable Nicolas Flamel, copiste, libraire et « prétendu » alchimiste :

« Je me souviens avoir fait un rêve très détaillé et exceptionnellement réaliste sur Flamel, plusieurs mois après l'écriture de L'École des sorciers, comme un tableau de la Renaissance qui prend vie. Flamel me conduisait autour de son laboratoire encombré, baigné de lumière dorée, et me montrait exactement comment fabriquer la pierre (j'aimerais pouvoir m'en rappeler). »
— J. K. Rowling sur Pottermore
Son personnage apparaît également dans la série de films Les Animaux fantastiques, dont l'histoire se situe près de soixante-cinq ans avant Harry Potter (voir Nicolas Flamel dans Les Animaux fantastiques).
Fletcher, Mondingus
Membre de l'Ordre du Phénix.
 Flint, Marcus
Élève de Serpentard plus âgé que Harry, il est capitaine de l'équipe de quidditch de Serpentard dans les premiers livres.
Dans les adaptations cinématographiques des romans, son rôle est interprété par Jamie Yeates.
Flitwick, Filius
Membre du personnel de Poudlard ; professeur de sortilèges.
 Fortarôme, Florian
Florian Fortescue en anglais, vendeur de glaces sur le chemin de Traverse. Il donne des glaces gratuites toutes les demi-heures à Harry Potter lorsque celui-ci fait ses devoirs d'école sur sa terrasse. Au début du sixième livre, on apprend qu'il a été enlevé par les Mangemorts.
 Fudge, Cornelius Oswald
Ministre de la Magie de 1990 à 1996. Également nommé Cornélius Lafadaise dans la première édition de Harry Potter à l'école des sorciers. Fudge demande régulièrement conseil auprès de Dumbledore à ses débuts. Il prend ensuite goût au pouvoir et finit par refuser de reconnaître le retour de Voldemort par facilité, aveuglé par l'amour de sa fonction. Il fait pression sur les journaux et envoie sa sous-secrétaire d'État à Poudlard afin de rendre officielle et « publique » sa version des faits. Lorsque la preuve du retour du célèbre mage noir est faite, il est remplacé par Rufus Scrimgeour dans Harry Potter et le Prince de sang-mêlé après avoir essayé de tout faire pour sauver son poste. Il présente d'ailleurs son successeur au Premier ministre moldu. Il n'apparaît pas dans le dernier volume. Dans Harry Potter et le Prisonnier d'Azkaban, on apprend que pendant les années 1980, il était directeur du département des accidents et catastrophes magiques.
Dans les adaptations cinématographiques des romans, son rôle est interprété par Robert Hardy.

#### G
Gaunt, Elvis Marvolo
Père de Merope, descendant de Salazar Serpentard. Il est le grand-père maternel de Voldemort, descendant au sang pur de Salazar Serpentard. On ignore tout de son épouse, mais il a eu deux enfants, Morfin et Merope. Condamné à un emprisonnement de six mois à Azkaban pour avoir défendu son fils lors de sa première arrestation, il meurt avant la libération de ce dernier.
À noter que dans la version originale, le nom de ce personnage est simplement « Marvolo Gaunt ». Cette différence est due à la nécessité de faire correspondre le véritable nom de Voldemort, Tom Elvis Jedusor, avec l'anagramme « Je suis Voldemort » (en anglais Tom Marvolo Riddle → I am Lord Voldemort). Or, dès Harry Potter et la Chambre des secrets, on apprend par le jeune Tom Jedusor que son deuxième prénom était celui de son grand-père maternel. Lorsque ce dernier est apparu dans l'intrigue de Harry Potter et le Prince de sang-mêlé, le traducteur de l'édition française a dû lui donner le prénom Elvis.
 Gaunt, Merope
Mère de Voldemort, fille d'Elvis Gaunt. Méprisée par son père qui la croit Cracmolle, Merope nourrit une passion secrète pour Tom Jedusor, un riche et beau Moldu vivant dans le manoir voisin de Little Hangleton. Un soir, alors qu'elle attendait que Jedusor passe, Morfin la surprend et raconte tout à son père, fou de rage en apprenant la nouvelle « Ma propre fille, une descendante au sang-pur de Salazard Serpentard, courant après un répugnant Moldu aux veines souillées ». Bob Ogden, un employé du département de la Justice magique, est chez les Gaunt lorsque celui-ci veut étrangler Merope. Il se précipite pour défendre Merope et Morfin s'élance vers lui, fou de rage. Ogden est retourné au ministère en transplanant et il est revenu un quart d'heure plus tard avec des renforts. Morfin et Elvis Gaunt ont essayé de résister mais ils ont fini par s'incliner et sont jugés coupables par le Magenmagot. Morfin Gaunt, qui avait déjà attaqué plusieurs Moldus, dont Tom Jedusor, a été condamné à passer trois ans à Azkaban et Elvis a écopé de six mois de prison. D'après les hypothèses émises par Dumbledore, alors que sa famille était à Azkaban, Merope Gaunt a dû convaincre Jedusor, un jour de grande chaleur, de boire un verre d'eau rempli d'un philtre d'amour. Quelques mois après, Jedusor s'enfuit avec Merope Gaunt. Plus tard, après s'être enfui pour se marier, Tom Jedusor est revenu au manoir familial de Little Hangleton sans son épouse. Il a laissé Merope alors qu'elle était enceinte d'un bébé qui deviendra un jour Lord Voldemort. Elle passe le reste de sa grossesse à Londres. Dumbledore et Harry le découvrent grâce au témoignage de Caractacus Beurk, un des fondateurs de Barjow et Beurk. D'après lui, Merope a vendu le seul objet de valeur qu'elle possédait (à savoir, le médaillon de Salazar Serpentard) afin de survivre et de sauver son enfant. Le 31 décembre 1926, Merope accouche. Une heure plus tard, elle demande que l'on nomme son fils « Tom Elvis » et meurt.
 Gaunt, Morfin
Frère de Merope, fils d'Elvis Marvolo. Il parlait le Fourchelang comme son père, aptitude rare héritée des Serpentard. À la suite d'un maléfice qu'il avait lancé à Tom Jedusor, parce que sa sœur s'intéressait trop à celui-ci à son goût, il est condamné à trois ans d'emprisonnement à Azkaban. Plusieurs années plus tard, lorsque son neveu, le futur Voldemort, qu'il n'a jamais connu, lui rend visite, il est accusé des trois crimes commis par celui-ci, les meurtres de Tom Jedusor senior et des parents de ce dernier. Il meurt à Azkaban.
Gobe-Planche, Wilhelmina
Membre du personnel de Poudlard.
Goldstein, Anthony
Élève de Serdaigle, membre de l'armée de Dumbledore.
Goldstein, Tina
Personnage absent de la série romanesque Harry Potter, apparaissant dans la série de films Les Animaux fantastiques.
Amie de Norbert Dragonneau et sœur de Queenie.
Goldstein, Queenie
Personnage absent de la série romanesque Harry Potter, apparaissant dans la série de films Les Animaux fantastiques.
Petite sœur de Tina.
 Goyle Sr.
Père de Gregory Goyle, mangemort. Il prétendit avoir été soumis au sortilège de l'Imperium. Il participa à la cérémonie de renaissance de Voldemort.
 Goyle, Gregory
Ami de Drago Malefoy, élève de Serpentard. Il a une carrure imposante qui lui a permis de devenir « garde du corps » de Drago Malefoy avec Vincent Crabbe. Il devient batteur de l'équipe de quidditch de Serpentard en même temps que Vincent Crabbe. Dans Harry Potter et l'Ordre du Phénix, Gregory rejoint la Brigade Inquisitoriale fondée par Dolores Ombrage.
Dans les adaptations cinématographiques des romans, son rôle est interprété par Joshua Herdman.
 Granger, Mr
Père d'Hermione.
Dans les adaptations cinématographiques des romans, son rôle est interprété par Tom Knight dans Harry Potter et la Chambre des secrets et par Ian Kelly dans Harry Potter et les Reliques de la Mort, partie 1.
 Granger, Mrs
Mère d'Hermione.
Dans les adaptations cinématographiques des romans, son rôle est interprété par Heather Bleasdale dans Harry Potter et la Chambre des secrets et par Michelle Fairley dans Harry Potter et les Reliques de la Mort, partie 1.
Granger, Hermione
Meilleure amie de Harry Potter (avec Ronald Weasley), élève de Gryffondor, membre de l'armée de Dumbledore.
 Granger-Weasley, Rose
Personnage absent de la série romanesque Harry Potter (hormis épilogue), apparaissant dans la pièce de théâtre Harry Potter et l'enfant maudit.
Rose Granger-Weasley (ou Rose Weasley) est la fille aînée de Ron et d'Hermione Granger. Dans l'épilogue de Harry Potter et les Reliques de la Mort, elle fait sa rentrée à Poudlard et son père dit d'elle qu'elle a hérité de l'intelligence de sa mère. Dans la pièce de théâtre Harry Potter et l'Enfant maudit, Scorpius Malefoy est amoureux d'elle.
 Granger-Weasley, Hugo
Personnage absent de la série romanesque Harry Potter (hormis épilogue).
Fils cadet de Ron et d'Hermione Granger. Il a le même âge que Lily Luna Potter.
Graves, Percival
Personnage absent de la série romanesque Harry Potter, apparaissant dans le film Les Animaux fantastiques.
Directeur du département de la Justice magique du MACUSA et chef de la division des Aurors. Gellert Grindelwald opère sous son apparence.
 Greengrass, Astoria
Épouse de Drago Malefoy et mère de Scorpius Hyperion Malefoy. Elle n'est pas nommée dans les romans Harry Potter mais est créditée Astoria Malefoy dans le huitième film. J. K. Rowling révèle son identité sur Pottermore. Elle est la sœur de Daphné Greengrass.
 Gregorovitch
Fabricant de baguette magique. Il vit en Europe de l'Est et il est considéré comme l'un des plus grands fabricants de son époque. Son nom apparaît pour la première fois dans la saga Harry Potter lors de l'inspection des baguettes réglementaires du Tournoi des Trois Sorciers dans Harry Potter et la Coupe de feu car il est l'artisan qui a fabriqué la baguette de Viktor Krum. Dans Harry Potter et les Reliques de la Mort, il est traqué, torturé et tué par Voldemort, qui cherche à s'emparer de la baguette de sureau, l'une des trois Reliques de la Mort. En effet, Ollivander avoue sous la torture qu'une rumeur circule dans le cercle des fabricants de baguette magique, qui dit que Gregorovitch posséderait la baguette légendaire de Antioch Peverell. Après que Voldemort l'a torturé, Gregorovitch avoue avoir possédé la Relique mais assure au Seigneur des Ténèbres de se l'être fait voler il y a très longtemps. Ce dernier découvre grâce à la Legilimancie que le voleur n'est autre que Gellert Grindelwald, sorcier de triste renom. Une fois ces aveux arrachés, Voldemort mit fin aux jours de Gregorovitch.
Dans les adaptations cinématographiques des romans, son rôle est interprété par Rade Serbedzija.
Greyback, Fenrir
Loup-garou, allié des mangemorts.
Grimmson, Gunnar
Personnage absent de la série romanesque Harry Potter, apparaissant dans le film Les Animaux fantastiques : Les Crimes de Grindelwald.
Chasseur de créatures, ennemi de Norbert Dragonneau.
Grindelwald, Gellert
Gellert Grindelwald est un sorcier qui fait partie des « mages noirs les plus dangereux de tous les temps ». Il est un personnage central de l'histoire des Animaux fantastiques et un personnage secondaire du roman Harry Potter et les Reliques de la Mort.
Grosse Dame (La)
La Grosse Dame est un portrait de peinture, permettant l'accès à la salle commune de Gryffondor. Dans « Harry Potter et le prisonnier d'Azkaban », elle se fait poignarder par Sirius Black.
Gryffondor, Godric
L'un des quatre pères fondateurs de Poudlard qui a donné son nom à une maison. Il recherchait comme principale qualité chez ses élèves le courage.
Guipure
Mrs Malkin en anglais, sorcière qui tient la boutique « Madame Guipure prêt-à-porter pour mages et sorciers », située dans le chemin de Traverse.
 Guzman, Arnold
Personnage absent de la série romanesque Harry Potter, apparaissant dans le film Les Animaux fantastiques : Les Crimes de Grindelwald.
Arnold Guzman est délégué des États-Unis auprès de la Confédération Internationale des Sorciers. Dans Les Crimes de Grindelwald en 1927, il propose un compromis à Norbert Dragonneau : intégrer le ministère afin d'aider à la capture de Grindelwald et de Croyance Bellebosse, en échange d'un nouveau permis de voyager à l'étranger, mais Dragonneau refuse.
Guzman est interprété par Cornell John.

#### H
Hagrid, Rubeus
Garde-chasse, professeur de soins aux créatures magiques à Poudlard et ami de Harry Potter.
 Hicks, Eulalie
Personnage absent de la série romanesque Harry Potter, apparaissant dans la série de films Les Animaux fantastiques.
Professeure à l'école américaine d'Ilvermorny et alliée d'Albus Dumbledore.
 Higgs, Terence
Élève de Serpentard, membre de l'équipe de quidditch de Serpentard au poste d'attrapeur pendant la première année de Harry.
Dans les adaptations cinématographiques des romans, son rôle est interprété par Will Theakston.
 Hopkrik, Mafalda
Mafalda Hopkirk en anglais, fonctionnaire au ministère de la Magie. Elle travaille comme assistante au Service des usages abusifs de la magie. Elle a les cheveux noir et porte des lunettes rondes. C'est elle qui écrit à Harry Potter dans les livres Harry Potter et la Chambre des Secrets et Harry Potter et l'Ordre du Phénix lorsque ce dernier utilise la magie hors de l'école de Poudlard. Dans Harry Potter et les Reliques de la Mort, elle est victime d'un sortilège de stupéfixion lancé par Hermione Granger qui, grâce au Polynectar, prend son apparence afin de s'introduire dans le ministère sans être reconnue.
Dans les adaptations cinématographiques des romans, son rôle est interprété par Sophie Thompson.
 Hornby, Olive
Élève de Poudlard, camarade de classe de Mimi Geignarde. L'année où la chambre des Secrets a été ouverte pour la première fois, Olive Hornby s'était moquée des lunettes de Mimi Geignarde qui s'est réfugiée dans les toilettes du deuxième étage pour pleurer. Sur demande du directeur, le professeur Dippet, Olive est allée chercher Mimi et l'a trouvée morte dans sa cabine. Elle a subi la vengeance de Mimi qui l'a hantée, jusqu'à ce qu'Olive se plaigne au ministère, obligeant le fantôme à s'installer dans les toilettes.

#### J
Jedusor, Tom
Tom Riddle en anglais, père de Voldemort. Tom Jedusor Senior est un jeune aristocrate moldu vaniteux, froid et orgueilleux, d'une grande beauté. Adepte d'équitation, il vit avec ses parents dans un manoir du village de Little Hangleton. La famille Gaunt (composée de Merope, son frère Morfin et leur père Marvolo) habite dans le même village. Merope est amoureuse de Tom Jedusor depuis longtemps, mais l'apparence fruste de la jeune fille, la grande pauvreté de sa famille et leur mauvaise réputation font que Jedusor n'éprouve pour elle que de la répugnance et un profond dédain. Merope cherche pourtant à forcer le destin en profitant que son père et son frère soient emprisonnés à Azkaban pour s'être attaqués à des moldus. Merope parvient à faire boire un philtre d'amour à Tom Jedusor, ce dernier l'épousant sous l'effet de la potion. Par la suite, enceinte de lui, Merope croit que les sentiments qu'elle éprouve pour son époux lui sont retournés. Dès qu'elle cesse de lui donner le philtre d'amour, il la quitte avec empressement sans se soucier de l'enfant qu'elle porte, retournant chez ses parents.
Dix-sept ans plus tard, Tom Elvis Jedusor, son fils (qui deviendra Voldemort), le confronte. Tous deux ont le même physique, la même allure, ce qui permet au père de le reconnaître. Le sorcier maléfique tue par vengeance son père avec l'Avada Kedavra ainsi que ses deux grands-parents. C'est en partie grâce aux ossements de son père que Voldemort retrouvera un corps, à la fin de Harry Potter et la Coupe de feu.
Jedusor
Riddle en anglais, parents de Tom Jedusor. Les Jedusor habitaient un manoir avec leur fils Tom dans le village de Little Hangleton jusqu'à ce qu'ils se fassent tous les trois assassiner par le fils caché de ce dernier : Tom Elvis Jedusor qui deviendra plus tard Lord Voldemort. À leur mort, on fut incapable de trouver par quoi ils avaient été tués ; les autopsies ont démontré qu'ils n'avaient été ni empoisonnés, ni poignardés, ni tués par une arme à feu, ni étranglés, ni étouffés. Leurs tombes font toujours l'objet d'une attention toute particulière et leur maison a été rebaptisée par les villageois : La maison des « Jeux du sort ».
 Johnson, Angelina
Élève de Gryffondor et poursuiveuse de l'équipe de quidditch, membre de l'armée de Dumbledore.
 Jones, Gwenog
Capitaine de l'équipe de quidditch les Harpies de Holyhead dans laquelle jouera Ginny.
 Jones, Hestia
Membre de l'Ordre du Phénix. Elle apparaît pour la première fois dans Harry Potter et l'Ordre du Phénix, au chapitre 3. Elle fait partie de la garde rapprochée chargée d'escorter Harry jusqu'au 12, square Grimmaurd. Elle s'amuse beaucoup dans la maison des Dursley à observer des épluches-légumes. D'après Kingsley Shacklebolt, Hestia a l'une des capes d'invisibilité de Maugrey Fol-Œil, lors des nombreuses gardes organisées par l'Ordre du Phénix au ministère.
Jordan, Lee
Élève de Gryffondor, membre de l'armée de Dumbledore et meilleur ami de Fred et George Weasley. C'est lui qui commente les matchs de Quidditch lors des premières années d'Harry à Poudlard.
 Jorkins, Bertha
Fonctionnaire au ministère de la Magie. Elle est mentionnée pour la première fois au chapitre 1 de Harry Potter et la Coupe de feu, au cours d'une discussion entre Queudver et Voldemort. Elle découvrit un jour par hasard que Barty Croupton cachait son fils, censé purger une peine à vie à Azkaban en tant que Mangemort. Barty Croupton senior, pour protéger son fils en mémoire de sa mère, lui infligea un sortilège d'amnésie si puissant qu'il affecta définitivement la mémoire de Bertha, la rendant distraite et étourdie. Au cours d'un voyage en Albanie, pendant les vacances d'été avant le début de la 4e année de Harry à Poudlard, Bertha Jorkins eut le malheur de tomber sur Queudver. Celui-ci l'amena à Voldemort, qui usant de sa capacité à lire les pensées des gens contre leur gré, parvint à rompre la barrière du sortilège d'amnésie et découvrit ainsi que l'un de ses plus fervents partisans était encore en vie et en liberté relative. Il tua Bertha Jorkins. La disparition de Bertha provoqua d'abord assez peu de remous, justement à cause de sa réputation de distraction, ce n'est donc que très tard que cette disparition fut réellement comprise pour ce qu'elle était.

#### K
Kama, Laurena
Personnage absent de la série romanesque Harry Potter, apparaissant dans le film Les Animaux fantastiques : Les Crimes de Grindelwald.
Laurena Kama est une sorcière de « sang-pur », décrite comme particulièrement belle. Elle est la mère de Yusuf Kama et de Leta Lestrange. Corvus Lestrange Sr. a recours au sortilège de l'Imperium pour l'enlever et la prendre pour compagne lorsque Yusuf a douze ans. Elle meurt en donnant la vie à Leta.
Son rôle est interprété par Isaura Barbé-Brown.
 Kama, Mustafa
Personnage absent de la série romanesque Harry Potter, apparaissant dans le film Les Animaux fantastiques : Les Crimes de Grindelwald.
Mustafa Kama est un sorcier de « sang-pur », d'origine sénégalaise. Il est le père de Yusuf. Trahi par Corvus Lestrange Sr., il meurt peu de temps à la suite de son épouse Laurena, après avoir chargé son fils Yusuf de venger l'honneur de sa famille en tuant la personne que Corvus Lestrange aimait le plus : son fils Corvus Jr..
Son rôle est interprété par Hugh Quarshie.
Kama, Yusuf
Personnage absent de la série romanesque Harry Potter, apparaissant dans le film Les Animaux fantastiques : Les Crimes de Grindelwald.
Fils de Mustafa et Laurena Kama et demi-frère de Leta Lestrange.
Karkaroff, Igor
Ancien directeur de Durmstrang, ancien mangemort. Après avoir déserté, il est tué par des mangemorts au cours de l'été 1996.
Kowalski, Jacob
Personnage absent de la série romanesque Harry Potter, apparaissant dans la série de films Les Animaux fantastiques.
Non-Maj' américain et ami de Norbert Dragonneau.
Krum, Viktor
Élève à Durmstrang, participant au Tournoi des Trois Sorciers. Viktor est un sorcier né en 1977. C'est un jeune homme mince, au teint sombre et cireux. Il est surtout connu pour être l'attrapeur des Bulgares lors de la finale de la coupe du monde de quidditch en août 1994. Il compte 88 sélections en équipe bulgare. Krum est également désigné par la coupe de feu pour être le champion de Dumstrang lors de l'édition 1994-95 du Tournoi des Trois Sorciers, il était alors en dernière année et l'étudiant préféré du directeur, Igor Karkaroff. Dans Harry Potter et la Coupe de feu, il tombe amoureux de Hermione et l'accompagne au bal de Noël. On apprend à travers Hermione qu'il n'est pas un adepte de la magie noire pour laquelle il éprouve même un certain dégoût. Lors de la troisième et dernière épreuve du tournoi, il est soumis au sortilège de l'Imperium par Barty Croupton Jr.. Obéissant aux ordres contre sa propre volonté, il attaque et neutralise la championne de Beauxbâtons, Fleur Delacour, et attaque ensuite Cedric Diggory, le soumettant à la torture avec le sortilège Doloris avant d'être finalement neutralisé. Dans Harry Potter et les Reliques de la Mort, il fait une brève apparition lors du mariage de Bill Weasley et Fleur Delacour, ayant été invité par cette dernière. Il remarque un symbole sur Xenophilius Lovegood, qu'il croit être le symbole du mage noir Grindelwald, l'assassin de son grand-père. Il permet ainsi à Harry de découvrir sans le vouloir la véritable origine des Reliques de la Mort.
Dans les adaptations cinématographiques des romans, son rôle est interprété par Stanislav Ianevski.

#### L
Leanne
Élève de Gryffondor, amie de Katie Bell.
Lestrange, Bellatrix
Mangemort, membre de la famille Black et bras droit de Voldemort.
 Lestrange, Corvus Sr.
Personnage absent de la série romanesque Harry Potter, apparaissant dans le film Les Animaux fantastiques : Les Crimes de Grindelwald.
Corvus Lestrange Sr. est un sang-pur d'une famille française. Avec le sortilège de l'Imperium, il parvient à arracher Laurena Kama à sa famille déjà établie. Laurena meurt en couche en mettant au monde leur fille, Leta. Par la suite, Corvus se remarie et a un fils, Corvus Jr. pour lequel il a beaucoup d'affection. Par crainte d'une vendetta du fils aîné de Laurena envers sa propre famille, Corvus Sr. décide d'éloigner son fils d'un potentiel danger et le fait aller en Amérique à bord d'un Transatlantique. Le bébé est accompagné d'une domestique, Irma Dugard, et de Leta..
Son rôle est interprété par Keith Chanter.
 Lestrange, Corvus Jr.
Personnage absent de la série romanesque Harry Potter, apparaissant dans le film Les Animaux fantastiques : Les Crimes de Grindelwald.
Corvus Lestrange Jr. est le demi-frère de Leta Lestrange. Ils ont tous les deux le même père. Corvus se trouvait sur un paquebot transatlantique en 1901 avec sa demi-sœur et une domestique afin que Yusuf Kama, fils aîné de la défunte mère de Leta, ne puisse pas se venger de Corvus Lestrange Sr. en faisant connaître à son fils un sort funeste. Pourtant, Corvus Jr va mourir lors du naufrage du navire. Leta va l'échanger avec un autre bébé, Croyance Bellebosse, juste avant le début d'une tempête, en cherchant à s'éloigner de ses pleurs, et sera témoin de sa noyade. Yusuf Kama a longtemps cru que Croyance était véritablement Corvus.
 Lestrange, Leta
Personnage absent de la série romanesque Harry Potter, apparaissant dans la série de films Les Animaux fantastiques.
Fille de Corvus Lestrange Sr. et demi-sœur de Yusuf Kama. Elle est également l'amie d'enfance de Norbert Dragonneau et la fiancée de Thésée Dragonneau.
Lestrange, Rabastan
Frère de Rodolphus Lestrange, mangemort.
Lestrange, Rodolphus
Mari de Bellatrix Lestrange, mangemort.
 Lockhart, Gilderoy
Membre du personnel de Poudlard ; il a été professeur de défense contre les forces du Mal lors de la 2e année de Harry Potter.
Londubat, Augusta
Mère de Frank Londubat, grand-mère de Neville Londubat. Cette femme décrite comme une personne forte au caractère bien trempé élève Neville d'une façon stricte, en l'absence de ses parents. Augusta Londubat a beau être une « petite vieille qui vit seule », selon les propres termes de Neville, elle est tout de même une sorcière coriace, capable de se défendre contre l'Auror Dawlish qui a vainement essayé de l'arrêter dans Harry Potter et les Reliques de la Mort. Elle fait partie des sorciers qui, lors de la bataille finale de Poudlard, dans Harry Potter et les Reliques de la Mort, rejoignent l'école pour combattre les Mangemorts aux côtés de l'Ordre du Phénix. Elle semble connaître personnellement le professeur McGonagall qui rappelle à Neville le résultat des BUSES de sa grand-mère. Au début de la série, Neville affirme qu'elle craignait qu'il soit un cracmol en raison du temps qu'il lui a fallu pour montrer un signe magique (provoqué par son oncle en le lâchant du haut d'une fenêtre).
 Londubat, Frank et Alice
Parents de Neville Londubat, membres de l'Ordre du Phénix. Ex-Aurors connus et appréciés qui faisaient partie du premier Ordre du Phénix. Après avoir échappé trois fois à Voldemort, ils ont été torturés par quatre Mangemorts : Rabastan, Rodolphus et Bellatrix Lestrange, ainsi que Bartemius Croupton Jr.. La torture leur fit perdre la raison, à tel point qu'ils ont dû être internés de façon permanente à l'hôpital Sainte-Mangouste, où Neville et sa grand-mère leur rendent régulièrement visite.
Londubat, Neville
Élève de Gryffondor, membre de l'armée de Dumbledore et ami de Harry Potter. Il devient professeur de botanique à Poudlard et se marie avec Hannah Abbot.
Lovegood, Luna
Élève de Serdaigle, membre de l'armée de Dumbledore et amie de Harry Potter.
Lovegood, Xenophilius
Père de Luna Lovegood. Veuf, il élève seul sa fille depuis la mort de Madame Lovegood. Luna avait alors 9 ans. Il est le directeur du journal le Chicaneur, qui a toujours défendu Harry dans sa version de l'histoire du retour de Voldemort à la fin de Harry Potter et la Coupe de feu et dans Harry Potter et l'Ordre du Phénix. La plupart des sorciers ne prennent pas très au sérieux ce qui est dit dans le journal. Il affirme à chaque numéro de son magazine que le « Ronflak Cornu » (animal imaginaire inventé par lui-même) existe, et montre une corne en guise de preuve. Hermione lui affirmera que cette corne est une Corne d'Eruptif, et qu'elle est très dangereuse et prête à sauter d'un moment à l'autre. Xenophilius Lovegood l'apprendra à ses dépens lorsque sa maison explose. Il apparaît directement dans le septième livre, Harry Potter et les Reliques de la Mort, où il joue un rôle important. Il est le premier à prononcer devant les héros le nom des « Reliques » éponymes, et à leur expliquer l'origine et la nature de ces trois objets. Il essaiera de retenir Harry et ses amis le plus longtemps possible pour les livrer aux Mangemorts qui, il pense, lui rendront sa fille en échange. La façon dont il barre le passage à Harry, lorsque celui-ci comprend sa véritable intention, lui rappelle sa mère essayant d'empêcher Voldemort de tuer son unique fils.
Dans les adaptations cinématographiques des romans, son rôle est interprété par Rhys Ifans.
Lupin, Remus
Loup-garou, maraudeur, membre de l'Ordre du Phénix décédé lors de la bataille finale de Poudlard main dans la main avec Nymphadora Tonks. Il a été professeur de défense contre les forces du Mal à Poudlard lors de la 3e année de Harry Potter.
 Lupin, Teddy
Fils de Nymphadora Tonks et de Remus Lupin. Il est né vers avril 1998. C'est un métamorphomage, comme sa mère, mais qui n'a pas hérité de la lycanthropie de son père. Il devient orphelin dans le dernier livre et il est le filleul de Harry.

#### M
Madame Mason
Invitée des Dursley dans Harry Potter et la Chambre des secrets. C'est la femme de M. Mason. Dobby fait tomber un gâteau sur sa tête pour tenter d'empêcher Harry Potter de retourner à l'école. Peu après l'incident, elle s'enfuit de la maison apeurée par la chouette venue distribuer une lettre du Ministère de la magie à Harry.
Dans les adaptations cinématographiques des romans, son rôle est interprété par Veronica Clifford.
Monsieur Mason
Invité des Dursley dans Harry Potter et la Chambre des secrets. C'est le mari de Mme Mason. C'est un riche promoteur immobilier qui souhaite faire affaire avec Vernon Dursley. Après l'incident avec sa femme, il quitte la maison des Dursley en se demandant si tout ceci est leur conception de l'humour.
Dans les adaptations cinématographiques des romans, son rôle est interprété par Jim Norton.
McGonagall, Minerva
Professeur de métamorphose à Poudlard, directrice de la maison des Gryffondor membre l'Ordre du Phénix. Dès Harry Potter à l'école des sorciers, on apprend qu'elle est une animagus qui prend la forme d'un chat.
 McKinnon, Marlene
Membre de l'Ordre du Phénix, assassinée par Mulciber Sr.
 McLaggen, Cormac
Élève de Gryffondor, d'un an plus âgé que Harry Potter. Dans Harry Potter et le Prince de sang-mêlé, il est vu pour la première lors du Club de Slug car son oncle Tiberius est une « huile du Ministère » selon Drago Malefoy. Il est ensuite candidat au poste de gardien de l'équipe de quidditch de Gryffondor mais il perd contre Ron lors des essais en ratant un penalty sur cinq. On découvre plus tard que c'est parce qu'Hermione lui a jeté un sortilège de Confusion après l'avoir entendu faire une reflexion déplacé sur Ron et Ginny. Il remplace Ron lorsque celui-ci est empoisonné. Il blesse Harry lors de ce seul match de quidditch qu'il ait jamais disputé en s'emparant d'une batte de batteur pour montrer à Peakes comment s'y prendre et il a la mauvaise habitude de diriger l'équipe comme s'il était capitaine, ce qui lui vaut la haine de toute l'équipe. Les Gryffondors perdront largement le match. Il est si grand que certains élèves disent qu'il est aussi grand qu'un troll. Il va à la soirée de Noël du Club de Slug avec Hermione, qui se sert de lui pour rendre Ron jaloux et l'agacer. Hermione quittera donc McLaggen qui voulut l'embrasser sous la branche de gui.
Dans les adaptations cinématographiques des romans, son rôle est interprété par Freddie Stroma.
 Macmillan, Ernie
Élève de Poufsouffle, membre de l'armée de Dumbledore.
Macnair, Walden
Mangemort.
 Malefoy, Drago
Élève à Serpentard, Mangemort. C'est l'ennemi de Harry Potter. Tout comme son père, il se rallie à la cause de Voldemort, mais pas totalement, ni de son plein gré. Il met en place un système à l'aide des armoires à disparaître, pour faire entrer des Mangemorts dans Poudlard et accomplir les ordres de Voldemort.
Malefoy, Lucius
Père de Drago Malefoy, Mangemort, fonctionnaire au ministère de la Magie.
Malefoy, Narcissa
Mère de Drago Malefoy et sœur de Bellatrix Lestrange et Andromeda Tonks.
 Malefoy, Scorpius
Personnage absent de la série romanesque Harry Potter (hormis épilogue), apparaissant dans la pièce de théâtre Harry Potter et l'enfant maudit.
Fils de Drago Malefoy. C'est également le meilleur ami de Albus Potter.
 Marchebank, Griselda
Fonctionnaire au ministère de la Magie. Vieille sorcière, présidente de l'Académie des examinateurs magiques et ancienne membre du Magenmagot, bien qu'elle ait (de même que Tiberius Ogden) démissionné en signe de protestation contre la nomination de Dolores Ombrage au poste de Grande Inquisitrice de Poudlard. La Gazette du Sorcier s'attaqua également à elle au cours de sa campagne de dénigrement, insinuant qu'elle avait des « liens avec des groupes subversifs de gobelins ». En juin 1996, Madame Marchebank était minuscule et voûtée, le visage tellement ridé qu'il semblait couvert de toiles d'araignée. Elle est plus âgée que Dumbledore d'au moins une décennie, car lorsqu'il avait environ 17 ans, elle travaillait déjà pour l'Académie des examinateurs magiques et s'occupa personnellement de lui faire passer ses ASPIC. D'après Neville, Madame Marchebank ressemble beaucoup à sa grand-mère, ce qui signifie qu'elle doit être redoutable et tout aussi sévère. Madame Marchebank examina personnellement le BUSE pratique d'enchantements de Drago Malefoy, ainsi que celui d'astronomie, de divination et de potion de Harry.
Maugrey, Alastor
Ancien Auror, membre de l'Ordre du Phénix.
 Maxime, Olympe
Directrice de l'Académie de Magie de Beauxbâtons, elle apparaît dans Harry Potter et la Coupe de feu. Olympe Maxime est française et il s'agit d'une demi-géante tout comme Rubeus Hagrid qui est amoureux d'elle. À la fin de la quatrième année de cours suivie par Harry, le couple part ensemble en mission pour tenter de rallier les géants à la cause de Dumbledore. Hagrid et madame Maxime sont toutefois précédés par le Mangemort Macnair qui réussit à convaincre les mêmes géants d'unir leurs forces à celles de Voldemort.
Dans les adaptations cinématographiques des romans, son rôle est interprété par Frances de la Tour.
 Mimi Geignarde
Mimi Geignarde (en anglais Moaning Myrtle, son nom complet étant Myrtle Elizabeth Warren) est un fantôme de Poudlard, ancienne étudiante de Serdaigle. Elle est le fantôme d'une jeune fille qui hante les toilettes des filles du 2e étage de Poudlard où se situe l’accès à la Chambre des Secrets. Elle ne cesse de gémir et pense très souvent à la mort. Elle est petite et trapue et son visage est constamment maussade. Ses cheveux sont longs et elle porte des lunettes aux verres épais. Mimi est étudiante à Poudlard en 1942 dans la maison Serdaigle et, de son vivant, elle se réfugie dans les toilettes après que sa camarade Olive Hornby s'est moquée d'elle. Cependant, elle y croise le regard du basilic et en meurt. Elle revient ensuite hanter Olive Hornby pour lui faire payer ses humiliations passées jusqu'à ce que le Ministère de la Magie intervienne. Mimi revient alors se lamenter et pleurer dans ses toilettes, provoquant des inondations. Elle apparaît de nouveau dans Harry Potter et la Coupe de feu où elle aide Harry lors de la seconde épreuve du Tournoi des trois sorciers et dans Harry Potter et le Prince de sang-mêlé où elle reçoit les confidences de Drago Malefoy lorsque ce dernier a des difficultés à assumer la tâche que Lord Voldemort lui confie.
Dans les adaptations cinématographiques des romans, son rôle est interprété par Shirley Henderson.
 Le Moine Gras
Toujours joyeux, c'est le fantôme attitré de Poufsouffle. Ancien élève de Poufsouffle, il est le fantôme de cette maison. Lorsque Harry arrive à Poudlard, lui et les autres fantômes sont en pleine discussion pour savoir s'il faut autoriser Peeves à assister au festin, ce à quoi Nick Quasi-Sans-Tête s'oppose formellement. Ils ont la même discussion au début de la quatrième année de Harry, où cette fois, c'est le Baron Sanglant qui s'oppose à l'idée. Il assiste à l'enterrement de Albus Dumbledore le 30 juin 1997. Après la Bataille de Poudlard, il célèbre avec les autres fantômes et les survivants la victoire.
Dans les adaptations cinématographiques des romans, son rôle est interprété par Simon Fischer-Becker.
 Montague, Craig
Élève de Serpentard, successeur de Marcus Flint comme capitaine de quidditch ; membre de la Brigade Inquisitoriale. Il apparaît pour la première fois dans Harry Potter et le Prisonnier d'Azkaban lors de la finale de quidditch où il commet une faute sur Katie Bell. Pendant l'année 1995-1996, il devient capitaine de l'équipe de quidditch de Serpentard puis rejoint la Brigade Inquisitoriale. Fred et George l'ont un jour enfermé dans une « Armoire à disparaître » de Poudlard. On découvre dans le tome six qu'il s'est retrouvé dans une sorte de vide où il entendait alternativement les bruits de Poudlard et ceux de Brajow et Beurk, ce qui donnera l'idée à Drago Malefoy d'utiliser les Armoires à disparaître pour faire entrer des Mangemorts dans l'école. Il s'en est sorti en transplanant.
Moroz, Broderick
Employé du ministère de la Magie, Langue-de-Plomb du département des mystères.
Mulciber Sr.
Un des premiers Mangemorts.

#### N
Nick Quasi-Sans-tête
Fantôme de Gryffondor. Sir Nicholas de Mimsy-Porpington alias « Nick Quasi-Sans-Tête » (Nearly Headless Nick dans la version anglaise) est le spectre de Gryffondor, exécuté le 31 octobre 1492. Comme son nom l'indique, il a eu la tête presque coupée (à un centimètre près). Son vœu le plus cher, qui est de participer au club des Chasseurs sans tête, ne peut se réaliser à cause de ce morceau de peau qui attache sa tête à son cou. Il est pétrifié par le Basilic en même temps que Justin Finch-Fletchley. À la fin de sa cinquième année, Harry lui demande si Sirius Black peut revenir en tant que fantôme, ce à quoi Nick répond que non. Il explique alors qu'il est revenu sous forme de fantôme car il avait peur de la mort.
Dans la saga il est joué par John Cleese.
 Nott, Theodore Sr.
Un des premiers Mangemorts.
Nott, Theodore Jr.
Élève de Serpentard en même année que Harry Potter, son père est un Mangemort. Il est le garçon filiforme et ressemblant à un lapin qui voit les Sombrals lors du cours de Hagrid. Selon J. K. Rowling, il est l'un des seuls élèves auquel Drago Malefoy s'adresse comme à un égal car il a un sang aussi pur que lui.

#### O
Ogden, Bob
Fonctionnaire au ministère de la Magie. Il a été membre la Brigade de police magique. C'est un petit homme replet qui porte des lunettes extraordinairement épaisses, réduisant ses yeux à deux petits points semblables à des grains de beauté. Dumbledore l'a interrogé durant ses recherches d'informations sur la famille de Tom Jedusor, car Ogden avait eu des contacts assez houleux avec la famille Gaunt via son travail pour le ministère.
 Ollivander, Garrick
Tient une boutique au chemin de Traverse. Né un 25 septembre, il fut élève de Serdaigle à Poudlard. Son père est un sorcier et sa mère une moldue. Il est marié et a un fils et une fille, celle-ci étant décédée. Sa baguette magique est en bois de charme et ventricule de dragon, de 31,875 centimètres, légèrement flexible. Son enseigne mentionne « Ollivander - Fabricants de baguettes magiques depuis 382 avant J. C. ». Il se souviendrait de chaque baguette qu'il a vendue. C'est lui qui vend sa baguette magique à Harry ainsi qu'à Tom Jedusor, alias Voldemort. Il disparaît au début de Harry Potter et le Prince de sang-mêlé, capturé par des Mangemorts. Il joue un rôle assez important dans Harry Potter et les Reliques de la Mort en révélant sous la torture à Voldemort que sa baguette et celle de Harry sont sœurs, et que la Baguette de Sureau (l'une des trois « Reliques de la Mort ») fut, dans le passé, en possession de Gregorovitch. Délivré par Harry, il confirme à ce dernier l'existence de la légendaire Baguette de Sureau, et lui livre sur le fonctionnement des baguettes magiques des secrets qui se révéleront déterminants lors du duel final opposant Harry à Voldemort.
Dans les adaptations cinématographiques des romans, son rôle est interprété par John Hurt.
Ombrage, Dolores
Fonctionnaire au ministère de la Magie, professeur de défense contre les forces du Mal et directrice de Poudlard. Dans celui-ci, on découvre qu'elle hait les hybrides en méprisant les centaures, le professeur Lupin (loup-garou) et Hagrid qui est mi-géant.

#### P
Parkinson, Pansy
Née en 1979 ou en 1980, Pansy Parkinson est issue d'une famille de sang pur, inscrite dans le registre des Sang-pur. Lors de sa rentrée à Poudlard en 1991 (la même année que le protagoniste, Harry Potter), elle intègre la maison Serpentard. Elle devient préfète et membre de la brigade inquisitoriale lors de sa 5e année. Lorsque Harry retourne à Poudlard juste avec la bataille finale, elle tente de convaincre les autres élèves de le remettre à Voldemort. Décrite comme une fille au visage dur (parfois assimilé à celui d'un pékinois), elle est présentée comme blonde dans les livres et brune dans les films. Pansy est très moqueuse et narquoise. Elle aime beaucoup les licornes.
Dans les adaptations cinématographiques des romans, son rôle est interprété par Katharine Nicholson, Genevieve Gaunt, Lauren Shotton (non créditée) et Scarlett Byrne.
 Patil, Padma
Sœur jumelle de Parvati, élève de Serdaigle, membre de l'armée de Dumbledore.
 Patil, Parvati
Sœur jumelle de Padma, élève de Gryffondor, membre de l'armée de Dumbledore.
Au cinéma, Parvati est incarnée par Sitara Shah dans Harry Potter et le Prisonnier d'Azkaban, et par Shefali Chowdhury à partir d'Harry Potter et la Coupe de feu.
 Peakes, Jimmy
Élève de Gryffondor, il rejoint l'équipe de quidditch de sa maison en tant que batteur à la suite du départ des jumeaux Weasley.
Pettigrow, Peter
Maraudeur, ancien membre de l'Ordre du Phénix, mangemort et animagus non déclaré.
Peverell, Antioch
Propriétaire original de la Baguette de Sureau. Antioch était le plus âgé des trois frères Peverell. Il a été tué dans son sommeil après s'être vanté de l'invincibilité de sa baguette. Le meurtrier a alors volé la Baguette de Sureau, de ce fait lançant son histoire sanglante.
Peverell, Cadmus
Propriétaire original de la Pierre de résurrection. Cadmus était le second frère Peverell. Utilisant la pierre, il a ressuscité la fille qu'il avait par le passé espéré épouser, qui était morte d'une mort prématurée. Bien qu'elle soit revenue au monde mortel, elle n'a jamais vraiment appartenu à ce monde et Cadmus s'est donc tué pour la rejoindre. La pierre a été enfoncée plus tard dans un anneau, la bague des Gaunt, qui a appartenu à Elvis Gaunt puis à Tom Jedusor. Cadmus est un ancêtre de Voldemort.
 Peverell, Ignotus
Propriétaire original de la Cape d'invisibilité, une des trois reliques de la mort. Ignotus était le plus jeune des frères Peverell, décrit dans Les Contes de Beedle le Barde comme étant le plus humble et le plus sage des frères Peverell. À la différence de ses frères, il a vécu une longue vie. Ignotus est un ancêtre de Harry Potter. Sa tombe se trouve dans le cimetière de Godric's Hollow.
 Picquery, Séraphine
Personnage absent de la série romanesque Harry Potter, apparaissant dans la série de films Les Animaux fantastiques.
Présidente du Congrès magique des États-Unis d'Amérique de 1920 à 1928.
 Pince, Irma
Membre du personnel de Poudlard.
 Podmore, Sturgis
Membre de l'Ordre du Phénix. Petit sorcier à la mâchoire carrée et aux cheveux jaune paille, Sturgis Podmore est membre de l'Ordre du Phénix depuis l'origine. Il faisait partie de la garde rapprochée chargée d'escorter Harry jusqu'au 12, square Grimmaurd. Il était de garde pour l'Ordre, au département des mystères du ministère de la Magie quand il est arrêté pour avoir tenté de forcer la porte qu'il était censé garder, fait pour lequel il est condamné à six mois d'emprisonnement à Azkaban. Harry, Ron et Hermione pensent qu'il était alors sous l'emprise de l'Imperium lancé par Lucius Malefoy.
Polkiss, Piers
Meilleur ami de Dudley Dursley, c'est un garçon efflanqué avec une tête de rat, grand et stupide. Il accompagne Harry et les Dursley au zoo pour les onze ans de Dudley et entend Harry parler au boa constrictor.
 Pomfresh, Poppy
Membre du personnel de Poudlard.
Potter, Albus Severus
Personnage absent de la série romanesque Harry Potter (hormis épilogue), apparaissant dans la pièce de théâtre Harry Potter et l'enfant maudit.
Second fils de Harry et Ginny. Personnage principal de la pièce de théâtre Harry Potter et l'Enfant maudit.
Potter, Harry
Héros de la série du même nom.
Potter, James
Membre de l'Ordre du Phénix et père de Harry Potter. C'est un animagus qui se transforme en cerf. (aussi surnommé Cornedrue)
Potter, James Sirius
Personnage absent de la série romanesque Harry Potter (hormis épilogue), apparaissant dans la pièce de théâtre Harry Potter et l'enfant maudit.
Fils aîné de Ginny et de Harry Potter. Il a pour prénoms celui du père et celui du parrain de Harry. Il est le portrait craché de son grand-père James Potter. Dans l'épilogue de Harry Potter et les Reliques de la Mort, il apparaît très enthousiaste à l'idée de rejoindre à nouveau Poudlard et taquine son frère Albus en lui disant qu'il ira peut-être à Serpentard.
 Potter, Lily
Membre de l'Ordre du Phénix et mère de Harry Potter.
Potter, Lily Luna
Personnage absent de la série romanesque Harry Potter (hormis épilogue), apparaissant dans la pièce de théâtre Harry Potter et l'enfant maudit.
Fille cadette de Harry et Ginny. Elle est prénommée ainsi en référence à la mère de Harry et à Luna Lovegood. Elle a les cheveux roux caractéristiques des Weasley. Dans l'épilogue de Harry Potter et les Reliques de la Mort, sur la voie 9 3/4, elle montre son impatience d'entrer à Poudlard (elle doit encore attendre deux ans), tout comme ce fut le cas pour sa mère, au même endroit, dans une scène de Harry Potter à l'école des sorciers.
 Poufsouffle, Helga
L'un des quatre pères fondateurs de Poudlard qui a donné son nom à une maison. Elle recherchait des élèves honnêtes, loyaux et travailleurs. Son objet fétiche était une coupe ornée d'un blaireau (son symbole) qui fut transformé en horcruxe par Voldemort.
 Prewett, Fabian et Gideon
Frères de Molly Weasley, membres du premier Ordre du Phénix. Ils sont morts en héros d'après Maugrey, puisqu'il a fallu cinq Mangemorts pour les achever. Molly offre à Harry pour ses 17 ans une montre, cadeau caractéristique des sorciers à leur majorité, ayant appartenu à Fabian. Dix-neuf ans plus tard, Harry l'utilise toujours.
 Prince, Eileen
Sorcière de sang-pur. Elle est la mère de Severus et l'épouse du moldu Tobias Rogue. Dans un des souvenirs de Severus, elle est décrite comme une femme mince au teint jaunâtre et à l'air revêche. Eileen est une ancienne élève de l'école Poudlard (en effet, sur une coupure de presse, il est relaté qu'elle a été capitaine de l'équipe des bavboules de Poudlard, un jeu sorcier). Elle était aussi particulièrement douée dans l'art des potions.

#### Q
Quirrell, Quirinus
Membre du personnel de Poudlard.

#### R
Robins, Demelza
Poursuiveuse de l'équipe de quidditch de Gryffondor dans Harry Potter et le Prince de sang-mêlé.
 Rocade, Stan (Stan Shunpike en anglais)
Contrôleur du Magicobus, mangemort. Harry le rencontre pour la première fois lorsqu'il fuit la maison de son oncle et de sa tante au cours de l'été 1993. Lors de sa montée dans le Magicobus, il se fait passer pour Neville Londubat. Il est revu lors de la coupe du monde de quidditch en train de raconter à des Vélanes qu'il va devenir le plus jeune Ministre de la Magie de l'histoire. Il se fait arrêter dans Harry Potter et le Prince de sang-mêlé, soupçonné d'être partisan de Voldemort. Dumbledore et Harry considèrent que c'est une erreur judiciaire, mais Harry le reconnaît parmi d'autres Mangemorts lors de la course poursuite en balai (étant soumis à l'Imperium) au début de Harry Potter et les Reliques de la Mort.
Dans les adaptations cinématographiques des romans, son rôle est interprété par Lee Ingleby.
Rogue, Severus
Professeur de potions, directeur de la maison des Serpentard puis directeur à Poudlard, ancien mangemort, membre de l'Ordre du Phénix.
 Rogue, Tobias
Moldu, père de Severus Rogue et mari d'Eileen Prince. Il est décrit comme ayant un nez crochu et des cheveux noirs. Dans les souvenirs de Rogue, on découvre qu'il n'aimait pas la magie.
Rookwood, Augustus
Mangemort.
Rosier, Evan
Mangemort.
 Rosier, Vinda
Personnage absent de la série romanesque Harry Potter, apparaissant dans le film Les Animaux fantastiques : Les Crimes de Grindelwald.
Disciple de Gellert Grindelwald.
 Rosmerta
Patronne du pub Les Trois Balais à Pré-au-Lard. Dans Harry Potter et le Prince de sang-mêlé, elle est soumise au sortilège de l'Imperium par Drago Malefoy qui l'oblige à donner le collier ensorcelé à Katie Bell et à envoyer la bouteille empoisonnée à Horace Slughorn.
Dans les adaptations cinématographiques, elle est jouée par Julie Christie.
Rowle, Thorfinn
Mangemort.
 Runcorn, Albert
Fonctionnaire au ministère de la Magie. Il est Haut-Placé au Ministère après la prise au pouvoir de Voldemort. Il est en bons termes avec les Mangemorts et avec Dolores Ombrage. Il se fait respecter par l'intimidation au sein du ministère. Il déteste Arthur Weasley à cause de sa réputation d'ami des moldus. Il est partisan des idées de Voldemort. Harry se métamorphose en Runcorn dans Harry Potter et les Reliques de la Mort pour s'introduire au ministère sans risquer qu'on le reconnaisse,.
Dans les adaptations cinématographiques des romans, son rôle est interprété par David O'Hara.
Rusard, Argus
Membre du personnel de Poudlard.

#### S
Santos, Vicência
Personnage absent de la série romanesque Harry Potter, apparaissant dans le film Les Animaux fantastiques : Les Secrets de Dumbledore.
Vicência Santos est la candidate brésilienne à la présidence de la Confédération internationale des sorciers. Après avoir échappé à une tentative d'assassinat, la candidate, considérée progressiste, est finalement choisie par le qilin et élue cheffe suprême à la fin des Secrets de Dumbledore, lorsque les agissements de Grindelwald pour truquer l'élection sont dévoilés. Elle annule également le sortilège Doloris lancé par le mage noir sur Jacob Kowalski.
Son rôle est interprété par Maria Fernanda Cândido.
 Scabior
Rafleur qui fait partie du groupe de Greyback. Il prend notamment plus d'importance que celui-ci dans le film.
Dans les adaptations cinématographiques des romans, son rôle est interprété par Nick Moran.
 Scrimgeour, Rufus
Ancien ministre de la Magie. Rufus Scrimgeour officiait, avant sa nomination au poste de ministre en juillet 1996, en tant que directeur du département des Aurors, et ce depuis 1979. Il est décrit lors de sa première apparition dans Harry Potter et le Prince de sang-mêlé comme ressemblant plutôt à un vieux lion, avec une certaine prestance et une démarche gracieuse. Il s'agit d'un homme d'action, qui ne mâche pas ses mots et fait preuve d'un grand manque de tact. Tout comme son prédécesseur, Cornélius Fudge, il tient à ce que Harry fasse de la publicité pour le ministère, ce à quoi ce dernier et Dumbledore sont fermement opposés. Dans Harry Potter et les Reliques de la Mort, il fait sa dernière apparition directe le 31 juillet 1997, quand il apparaît en personne à la soirée d'anniversaire de Harry Potter en apportant le testament et l'héritage de Dumbledore à Harry, Ron et Hermione. Rufus Scrimgeour est tué deux jours plus tard par les Mangemorts lorsque ceux-ci prennent possession du ministère de la Magie. Torturé par Voldemort, il meurt en refusant de lui révéler où se cache Harry Potter. Sa mort laisse la voie libre aux Mangemorts pour installer leur régime de terreur.
Dans les adaptations cinématographiques des romans, son rôle est interprété par Bill Nighy.
Selwyn
Mangemort.
 Serdaigle, Rowena
Cofondatrice de Poudlard qui a donné son nom à une maison. Elle recherchait des élèves particulièrement intelligents, avides d'apprendre.
 Serdaigle, Helena
Voir Dame Grise.
 Serpentard, Salazar
L'un des quatre pères fondateurs de Poudlard qui a donné son nom à une maison. Il recherchait des élèves rusés et ambitieux, issus de nobles lignées.
 Shacklebolt, Kingsley
Employé du ministère de la Magie et membre de l'Ordre du Phénix.
 Shaw, Henry
Personnage absent de la série romanesque Harry Potter, apparaissant dans le film Les Animaux fantastiques.
Henry Shaw (Jr.) est un Moldu qui siégeait au Sénat des États-Unis en 1926. Il est le fils d'un riche éditorialiste.
Son personnage est joué au cinéma par l'acteur Josh Cowdery.
 Sinistra, Aurora
Membre du personnel de Poudlard.
 Skeeter, Rita
Reporter pour la Gazette du Sorcier. Née en 1951, elle est reporter pour la Gazette du Sorcier et ne cesse de déformer ce qu'on lui dit en interview grâce à sa Plume à Papote, pour que ses articles se vendent mieux. C’est un Animagus non déclaré, elle peut se transformer en scarabée, pouvant ainsi mieux écouter les conversations privées. Dans Harry Potter et la Coupe de feu, elle couvre, en 1994, le Tournoi des Trois Sorciers, se concentrant davantage sur des articles diffamatoires à propos de Harry, de Hagrid et de Hermione. À la suite de cela, Dumbledore lui interdit de remettre les pieds à Poudlard. Elle a donc recours à ses dons d’animagus pour s'infiltrer à l'école. Piégée par Hermione qui découvre qu'elle est un animagus non déclaré en 1995, elle doit promettre de ne plus rien écrire pendant un an si elle ne veut pas que celle-ci révèle son secret. Hermione la capture dans un bocal et la relâcha à Londres après le trajet à bord du Poudlard Express. Hermione contacte pourtant Rita Skeeter pour qu'elle écrive un article pour Le Chicaneur à propos de la version de Harry concernant le retour de Voldemort. Dans Harry Potter et les Reliques de la Mort, elle fait des recherches poussées sur la famille Dumbledore et réussit à faire parler Bathilda Tourdesac en lui offrant à boire du Veritaserum. Quelques mois à peine après la mort d'Albus Dumbledore, en 1997, elle sort une biographie intitulée « Vie et mensonges d'Albus Dumbledore » où elle dénonce les fréquentations d'Albus avec le mage noir Grindelwald et les déchirements qui en résultèrent dans la famille, dont la mort d'Ariana Dumbledore.
Dans les adaptations cinématographiques des romans, son rôle est interprété par Miranda Richardson.
 Slughorn, Horace
Membre du personnel de Poudlard.
 Smith, Hepzibah
Vieille sorcière riche, descendante d'Helga Poufsouffle. C'est à elle que Voldemort a dérobé la coupe de Poufsouffle, un trésor de famille. Il a également tué Hepzibah pour transformer la coupe en Horcruxe.
 Smith, Zacharias
Élève de Poufsouffle, poursuiveur de leur équipe de quidditch après la mort de Cedric Diggory, membre de l'armée de Dumbledore.
 Spielman, Rudolph
Personnage absent de la série romanesque Harry Potter, apparaissant dans le film Les Animaux fantastiques : Les Crimes de Grindelwald.
Rudolph Spielman est le responsable des mises en détention de la Confédération Internationale des Sorciers. Il est présent lors du transfert de Gellert Grindelwald de New York vers l'Europe au début de l'intrigue des Crimes de Grindelwald en 1927, et est témoin de son évasion. Plus tard, il tente de convaincre Norbert Dragonneau d'intégrer le même département que son frère Thésée au ministère de la Magie, sans succès.
Spielman est interprété par Wolf Roth.
 Spinnet, Alicia
Élève de Gryffondor et poursuiveuse au quidditch, membre de l'armée de Dumbledore.

#### T
Têtenjoy, Galatea
Membre du personnel de Poudlard.
Thicknesse, Pius
Ancien ministre de la Magie, mangemort. Le personnage apparaît pour la première fois dans Harry Potter et les Reliques de la Mort. Il est le directeur du département de Justice magique et il est soumis au sortilège de l'Imperium par Yaxley, un Mangemort travaillant au Ministère. Sa position d'officiel de haut rang va grandement aider à la prise de pouvoir du Ministère par Voldemort. Après la chute du Ministère et l'assassinat de Scrimgeour, Thicknesse prend sa place en tant que ministre de la Magie. Bien sûr, il demeure le pantin de Voldemort dont il applique la politique avec la création de la Commission d'Enregistrement des Nés-Moldus, la surveillance et la traque des éventuels résistants au nouveau régime nommés les « indésirables ». Il fait réellement son apparition quand il rencontre Harry qui s'est infiltré dans le Ministère, déguisé en Runcorn grâce au Polynectar. Il participe d'ailleurs à la bataille de Poudlard où il affronte Arthur et Percy Weasley, ces derniers réussissant à le vaincre. Il est probable que le sortilège de l'Imperium se soit levé après la chute de Voldemort, mais on ignore ce qu'il est advenu de Thicknesse par la suite.
Dans les adaptations cinématographiques des romans, son rôle est interprété par Guy Henry.
 Thomas, Dean
Élève de Gryffondor, membre de l'armée de Dumbledore.
 Tom le barman
Propriétaire et barman du Chaudron Baveur. Homme chauve et âgé qui rencontre Harry pour la première fois lorsqu'il se rend sur le chemin de Traverse avec Hagrid.
Dans les adaptations cinématographiques des romans, son rôle est interprété par Derek Deadman dans Harry Potter à l'école des sorciers et par Jim Tavaré dans Harry Potter et le Prisonnier d'Azkaban.
 Tonks, Andromeda
Mère de Nymphadora Tonks, sœur de Bellatrix Lestrange et de Narcissa Malefoy. Elle est mariée à Ted Tonks, un sorcier d'ascendance moldue, raison pour laquelle elle fut reniée par sa famille. Elle est issue de la famille Black. Sirius, son cousin préféré, a dit à Harry qu'Andromeda avait été enlevée de la tapisserie de la famille Black. Elle ressemble beaucoup à sa sœur Bellatrix, avec néanmoins des cheveux d'un brun plus clair. Nymphadora étant née en 1973, Andromeda doit être entrée à Poudlard au début ou au milieu des années 1960. Dans Harry Potter et les Reliques de la Mort, on apprend qu'Andromeda et Ted Tonks ont été soumis au sortilège Doloris. Mais ils s'en sont tirés sans séquelles, « juste un peu secoués ». Elle contribue à l'éducation de Teddy Lupin, son petit-fils.
Tonks, Nymphadora
Membre de l'Ordre du Phénix.
 Tonks, Ted
Père de Nymphadora Tonks. Sorcier d'ascendance moldue, il est le mari d'Andromeda. Il était décrit par sa fille comme un « vrai cochon », en contraste avec les Dursley, dont la maison est un peu trop propre et manque de naturel pour Nymphadora. Le mariage d'Andromeda avec Ted lui attira le déni de la famille Black. Il est également dans Harry Potter et les Reliques de la Mort, où sa maison sert de refuge à Harry et Hagrid lors du transfert de Harry de la maison de son oncle et de sa tante au Terrier. Il prend la fuite car il refuse de se faire enregistrer comme « né-moldu » par le ministère de la Magie et sera assassiné par des partisans de Voldemort. L'émission Potterveille fera une minute de silence en son honneur. Son gendre Remus Lupin et sa fille Nymphadora prénommeront leur fils Teddy en son hommage.
 Tourdesac, Bathilda
Bathilda Bagshot en anglais, auteur de Histoire de la magie, voisine de la famille Dumbledore dans sa jeunesse. Elle est l'auteur du manuel Histoire de la magie. Après la mort de Dumbledore, Rita Skeeter lui fait boire du Veritaserum avant de lui poser des questions sur la famille Dumbledore pour écrire son livre. La veille de Noël 1997, Hermione et Harry découvrent qu'elle a été tuée plusieurs mois auparavant par Voldemort et remplacé par Nagini, qui tente de les tuer.
Dans les adaptations cinématographiques des romans, son rôle est interprété par Hazel Douglas.
 Travers, Torquil
Personnage absent de la série romanesque Harry Potter, apparaissant dans le film Les Animaux fantastiques : Les Crimes de Grindelwald.
Chef du département de la justice magique britannique en 1927.
Travers
Mangemort.
 Trelawney, Sibylle
Membre du personnel de Poudlard.

#### V
Vance, Emmeline
Membre de l'Ordre du Phénix depuis son origine. Elle apparaît pour la première fois au début, où elle fait partie de la garde rapprochée qui aide Harry à quitter Privet Drive pour rejoindre le siège de l'Ordre. Elle y est décrite comme une sorcière « majestueuse » et porte un châle vert émeraude. Elle apparaît sur la photo des membres du premier Ordre qu'Alastor Maugrey montre à Harry au chapitre 3. Au début de  Harry Potter et le Prince de sang-mêlé, Cornelius Fudge et le Premier ministre moldu évoquent son assassinat, qui se serait passé à quelques mètres du 10 Downing Street, la résidence de ce dernier. Rogue affirme au chapitre suivant, face à Bellatrix Lestrange, que c'est sur ses informations que les Mangemorts ont capturé et tué Emmeline Vance. Ce meurtre a été largement médiatisé, à la fois dans les journaux moldus et sorciers.
 Vane, Romilda
Élève de Gryffondor de deux ans plus jeune que Harry dont elle est amoureuse. Elle lui offre des chaudrons au chocolat dans lesquels elle a mis un philtre d'amour, mais c'est Ron qui finalement les mange et qui tombe éperdument amoureux d'elle. On la revoit quelques chapitres plus tard, furieuse de voir Harry et Ginny s'embrasser. Elle demande à cette dernière si c'est vrai qu'Harry a un hippogriffe de tatoué sur le torse, mais celle-ci répond que c'est un magyar à pointes.
 Vector, Septima
Membre du personnel de Poudlard.
 Verpey, Ludovic
Fonctionnaire au ministère de la Magie, ancien joueur professionnel de quidditch. Il était très populaire alors qu'il était batteur pour les Frelons de Wimbourne et pour la sélection nationale anglaise. Verpey est décrit comme quelqu'un de sympathique et prêt à aider mais à l'intelligence limitée. Physiquement, il est grand, fort et blond aux yeux bleus avec un visage assez rond. Il a été accusé d'avoir communiqué des informations à Augustus Rookwood, un Mangemort mais a été acquitté. Après sa carrière de quidditch, il a rejoint le département des jeux et sports magiques, et commenta la coupe du monde de quidditch en 1994. Il est également membre du jury du Tournoi des Trois Sorciers. Parieur invétéré, il fraude Fred et George Weasley en remboursant leur mise avec de l'or de Farfadet qui disparut le lendemain. Pour rembourser ses dettes, il parie avec les gobelins que Harry remportera le Tournoi mais ces derniers refusent de le payer car Harry est ex-æquo avec Cedric Diggory. À la suite de cela, il est obligé de fuir après la troisième tâche.
 Vogel, Anton
Personnage absent de la série romanesque Harry Potter, apparaissant dans le film Les Animaux fantastiques : Les Secrets de Dumbledore.
Anton Vogel est le chef de la Confédération internationale des sorciers avant l'élection de Vicência Santos.
Son rôle est interprété par Oliver Masucci.
Voldemort
Principal antagoniste de l'histoire, mage noir réputé invincible, chef et fondateur des mangemorts.

#### W
Warrington, Cassius
Élève de Serpentard, il est membre de l'équipe de quidditch de Serpentard au poste de poursuiveur durant la troisième et la cinquième année de Harry Potter.
 Weasley, Arthur
Membre de l'Ordre du Phénix, fonctionnaire au ministère de la Magie, père de Bill, Charlie, Percy, Fred, George, Ron et Ginny Weasley.
 Weasley, Bilius
Un des deux frères d'Arthur. Il serait mort dans les vingt-quatre heures qui ont suivi sa rencontre avec un Sinistros. Il est décrit comme un personnage excentrique et amusant par les jumeaux Weasley lors du mariage de Bill et Fleur Delacour.
Weasley, Bill
Membre de l'Ordre du Phénix, il travaille pour Gringotts et est l'aîné de la fratrie Weasley.
Weasley, Charlie
Membre de l'Ordre du Phénix, il étudie les dragons en Roumanie. Il est le deuxième enfant Weasley. Il est le seul Weasley qui n'apparaît pas physiquement dans les films, mais apparaît uniquement dans une photographie des Weasley en Égypte dans Le Prisonnier d'Azkaban.
Weasley, Fred
Élève de Gryffondor (1er avril 1978 - 2 mai 1998), membre de l'armée de Dumbledore, jumeau de George Weasley. Il est décrit comme très amusant tout au long de la saga. Il meurt dans une explosion lors du combat final contre Voldemort. J. K. Rowling a révélé dans une interview qu'elle avait toujours su que ce serait Fred, et non pas George, qui mourrait, sans jamais savoir réellement pourquoi.
Weasley, George
Né le 1er avril 1978, Élève de Gryffondor, membre de l'armée de Dumbledore, jumeau de Fred Weasley. Il est, comme son frère jumeau, décrit comme très amusant. Il restera marqué à jamais par la mort de son jumeau. Il se marie avec l'ex de ce dernier, Angelina Johnson.
Weasley, Ginny
Élève de Gryffondor, membre de l'armée de Dumbledore, elle se mariera avec Harry.
Weasley, Molly
Membre de l'Ordre du Phénix, mère de Bill, Charlie, Percy, Fred, George, Ron et Ginny Weasley.
 Weasley, Muriel
Grand-tante de Ron. Centenaire, elle a prêté sa tiare à Fleur Delacour à l'occasion de son mariage avec Bill, auquel elle a assisté. Elle aime beaucoup les articles de Rita Steeker et est décrite comme très désagréable.
Dans les adaptations cinématographiques des romans, son rôle est interprété par Matyelok Gibbs.
 Weasley, Percy
Fonctionnaire au ministère de la Magie, Percy Ignatus Weasley, est le troisième fils de la famille et est né en 1976. C'est le membre ambitieux de la famille et qui n'a qu'une seule envie : sortir de la pauvreté et faire une grande carrière au ministère. Il est arrogant et pompeux et sera le seul membre de la famille Weasley à ne pas soutenir Harry au moment du retour de Voldemort, suivant en cela la ligne du ministère. Dans Harry Potter à l'école des sorciers, Percy est un des meilleurs élèves de Poudlard ; cette année-là, il a été nommé préfet de la maison Gryffondor, il est donc en cinquième année. Il explique parfois à Harry, qui arrive tout juste à l'école, certaines choses importantes ou lui montre des professeurs. Dans Harry Potter et la Chambre des secrets, toujours préfet, Percy se distingue par son isolement cette année-là. Il se fait secret. On apprend à la fin du livre qu'il a une petite amie, Pénélope Deauclaire, préfète elle aussi et pétrifiée par le Basilic en cours d'année. Pendant cette année-là, il surprend Harry dans les toilettes des filles. Dans Harry Potter et le Prisonnier d'Azkaban, Percy est nommé préfet en chef à Poudlard. Il prend son rôle extrêmement à cœur, cherchant à faire respecter son autorité. Hélas, il le fait avec tant d'arrogance et tant de mépris vis-à-vis de ses autres frères et sœurs que ceux-ci finissent par le prendre en grippe. Dans Harry Potter et la Coupe de feu, ayant brillamment réussi ses études à Poudlard, Percy trouve du travail au département de la coopération magique et est l'assistant personnel de Barty Croupton Sr.. Au Terrier, il s'enferme de longues heures dans sa chambre et ne cesse de faire part aux autres Weasley de discours assommants. Remplaçant son patron en tant que juge lors de la deuxième tâche, il donnera la note maximale à Harry. Très vaniteux et sûr de lui, il ne s'apercevra pas que Barty Croupton fut soumis au sortilège de l'imperium et ne se posera aucune question au sujet des absences prolongées de celui-ci, dirigeant le service à lui seul jusqu'à la mort de Croupton. Dans Harry Potter et l'Ordre du Phénix, ne supportant plus la pauvreté de sa famille et sa place dans la société, il considère que Harry a menti au sujet du retour de Voldemort. Très attaché à son poste au ministère de la Magie, il finit par quitter la maison de ses parents et prend un appartement à Londres. Devenu l'assistant personnel de Cornelius Fudge, ministre de la Magie, il sert de rapporteur lors de l'audience disciplinaire de Harry. Il envoie une lettre de félicitations à Ron lorsqu'il apprend sa nomination en tant que préfet dans laquelle il lui conseille de prendre conseil auprès de Dolores Ombrage et de quitter l'entourage de Harry Potter. Dans Harry Potter et le Prince de sang-mêlé, il refuse de se réconcilier avec sa famille, car, selon les mots de Dumbeldore, « on pardonne plus facilement aux autres d'avoir eu tort que d'avoir eu raison ». Il leur rend visite à Noël avec le ministre de la Magie, Rufus Scrimgeour, qui souhaite discuter avec Harry mais face au silence de ses frères et sœurs, il préfère fuir. Dans Harry Potter et les Reliques de la Mort, il abandonne le ministère au moment de la Bataille de Poudlard, terrifié à l'idée qu'un membre de sa famille puisse mourir. Présent lors de la mort de Fred, il combat ensuite les mangemort aux côtés de son père et c'est lui qui met Pius Thicknesse hors d'état de nuire. Par la suite, Percy s'est marié avec une dénommée Audrey et a deux enfants : Molly et Lucy Weasley. Après l'avoir fui lors de la bataille de Poudlard, il retrouve un emploi au ministère et devient un haut responsable sous Kingsley.
Weasley, Ron
Meilleur ami de Harry Potter, élève de Gryffondor, membre de l'armée de Dumbledore.
 Weasley, Victoire
Fille aînée de Bill et Fleur Delacour. Elle a la chevelure blonde et les yeux bleus de sa mère. Dans l'épilogue de Harry Potter et les Reliques de la Mort, James l'aperçoit embrassant Teddy Lupin. Son prénom vient du fait qu'elle est née un 2 mai, jour où Voldemort a été vaincu.
 Wolpert, Nigel
Personnage absent de la série romanesque Harry Potter, apparaissant uniquement dans la série de films du même nom.
Membre de l'Armée de Dumbledore, il est un élève de Gryffondor.

#### Y
Yaxley, Corban
Mangemort, fonctionnaire au ministère de la Magie.

#### Z
Zabini, Blaise
Élève de Serpentard, de la même année que Harry, fils d'une célèbre sorcière connue pour avoir été mariée sept fois, devenue veuve avec une montagne d'or à la mort mystérieuse de chacun de ses maris. Blaise est membre du Club de Slug.
Dans les adaptations cinématographiques des romans, son rôle est interprété par Louis Cordice.

### Personnages créatures ou animaux
| Sommaire : | Haut A B C D E F G H K M N P T W |

#### A
Aragog
Acromantula (1942-1997). Il est apporté par Hagrid à Poudlard. Il fut soupçonné d'être le monstre de la Chambre des Secrets et dut s'enfuir dans la forêt interdite. Il y est le roi des araignées jusqu'à sa mort dans Harry Potter et le Prince de sang-mêlé. C'est d'ailleurs au cours de ses funérailles que Harry parvient, à l'aide du Felix Felicis, à soutirer à Slughorn son fameux souvenir concernant les Horcruxes. Sa femme se nomme « Mosag ».
Dans les adaptations cinématographiques des romans, son rôle est interprété par Julian Glover.
 Arnold
Boursouflet de Ginny, acheté au magasin de farces et attrapes de ses frères, Fred et George, Farces pour sorciers facétieux.

#### B
Bane
Centaure. Il vit dans la forêt interdite qui borde Poudlard. Impulsif et hargneux, il peut se montrer violent envers les membres de son clan. Harry le soupçonne d'avoir donné un coup de sabot dans la poitrine de Firenze, dans Harry Potter et l'Ordre du Phénix. Il méprise les humains et refuse d'aider Dumbledore. Il mène le troupeau qui attaque Dolores Ombrage. N'ayant pas pris part à la première partie de la bataille de Poudlard, il mène finalement son troupeau au cœur de la Grande Salle lors de la deuxième partie de la bataille et attaque les mangemorts avec des flèches.
Dans les adaptations cinématographiques des romans, son rôle est interprété par Jason Piper.
 Bogrod
Gobelin de la banque Gringotts qui apparaît dans Harry Potter et les Reliques de la Mort. Il est soumis à l'impérium par Harry dans le but de les conduire au coffre de Bellatrix Lestrange. Si son sort final est inconnu dans le livre, il meurt brûlé par le dragon gardien dans l'adaptation cinématographique.
Dans les adaptations cinématographiques des romans, son rôle est interprété par Jon Key.
 Buck
Buck (Buckbeak en anglais) est un hippogriffe appartenant à Rubeus Hagrid. Il apparaît pour la première fois dans Harry Potter et le Prisonnier d'Azkaban. Dans l'histoire, les hippogriffes apparaissent comme des créatures très fières, pouvant se montrer agressives contre un sorcier si celui-ci lui manque de respect. Ainsi Drago Malefoy, après avoir insulté Buck, est blessé par ce dernier. Harry, qui a attendu que la créature réponde à sa salutation, parvient à monter sur son dos. À la suite de la blessure de Drago, Buck se voit condamné à mort. Mais juste avant qu'il soit exécuté par le bourreau Walden Macnair, Harry et Hermione le sauvent en remontant le temps. Ils utilisent ensuite Buck pour sauver le parrain de Harry, Sirius Black, condamné au baiser du détraqueur. Ils s'enfuient tous deux par la voie des airs, Sirius sur le dos de Buck. Buck aide également Harry à deux reprises, en le défendant contre le loup-garou Remus Lupin dans Harry Potter et le Prisonnier d'Azkaban et contre le professeur Severus Rogue dans Harry Potter et le Prince de sang-mêlé. Gardé par Sirius Black pendant deux ans après l'évasion de celui-ci (d'abord dans une caverne de montagne puis chez les Black), il est légué à Harry après la mort de Sirius et est remis sous la charge de Hagrid sous le nom de Ventdebout (en anglais « Witherwings », ce qui signifie littéralement « Ailes-sur-les-flancs ») afin de ne pas susciter la curiosité du ministère de la Magie. Dans Harry Potter et les Reliques de la Mort, Buck aide les sorciers à combattre les partisans de Voldemort lors de la bataille de Poudlard.

#### C
Coquecigrue
Pigwidgeon en anglais, hibou de Ron Weasley. Il est malicieux, de couleur grise, taille minuscule, pouvant tenir dans le creux de la main. Offert par Sirius Black à Ron Weasley pour le consoler de la perte de son rat, Croûtard. C'est Ginny Weasley qui l'a baptisé Coquecigrue mais Ron, qui trouve ce nom ridicule, le surnomme Coq.
 Crockdur
Fang en anglais, chien de Hagrid. Il est en adoration devant Harry et adore poser sa tête sur ses genoux pour lui baver dessus. Dans Harry Potter à l'école des sorciers, Drago Malefoy est accompagné de Crockdur dans la forêt interdite, ce qui ne lui est d'aucun secours puisque Crockdur est peureux. Dans Harry Potter et la Chambre des secrets, il accompagne Harry et Ron lorsqu'ils vont à la rencontre de Aragog dans la forêt interdite. Dans Harry Potter et l'Ordre du Phénix, il tente de défendre Hagrid lorsque Dolores Ombrage tente de l'arrêter. Touché par un sortilège de Stupéfixion, Hagrid le met sur son dos et s'enfuit avec lui. Il se fait enfermer dans la cabane de son maître dans Harry Potter et le Prince de sang-mêlé qui est elle-même en feu mais Hagrid réussit à l'en sortir.
Dans les adaptations cinématographiques des romans, son rôle est interprété par un mâtin napolitain.
 Croûtard
Scabbers en anglais, rat de Ron Weasley, en réalité l'animagus Peter Pettigrow. C'est un rat présent dans la famille depuis douze ans lorsque Ron le présente à Harry dans Harry Potter à l'école des sorciers. Il a appartenu à Percy puis est revenu à Ron, qui en a un peu honte à cause de son aspect malade et de son absence de pouvoirs magiques. Dans le voyage en train qui emmène Ron à Poudlard pour la première fois, il tente de colorer le rat en jaune pour l'égayer, mais rate son sortilège. Au début de Harry Potter et le Prisonnier d'Azkaban, Croûtard perd de ses couleurs. Ron soupçonne le nouveau chat d'Hermione d'effrayer son rat, et même de l'avoir mangé lorsque celui-ci disparaît en laissant des traces de sang. Ce sujet cause une très vive altercation entre Hermione et Ron qui les sépare pour une bonne partie de l'année. Mais à la lumière des explications conjuguées de Sirius Black et de Remus Lupin dans la scène finale, on découvre que Croûtard est en fait Peter Pettigrow, ancien ami des Maraudeurs et animagus au service de Voldemort.

#### D
Dobby
Elfe de maison dévoué à Harry Potter qui l'a délivré de son statut d'esclave. Il a de grandes oreilles semblables à celles d’une chauve-souris. Son nez est très long et fin, ce qui lui donne un air un peu étrange. Sa voix est aiguë. Ses yeux ont la taille de balles de tennis de couleur verte. Ses doigts et ses orteils sont très longs. Dobby est un cas atypique parmi les elfes : il aime la liberté. Selon lui, les elfes de maison sont tenus en esclavage et il veut être payé pour son travail. Lorsqu’il est sur le point de dire quelque chose qu’il n’a pas le droit de dire, il se balance d’avant en arrière. Il se punit lorsqu’il n’agit pas conformément aux souhaits de son maître ou quand il en dit du mal. Dans Harry Potter et la Chambre des secrets, il appartient à la famille Malefoy et se considère comme un esclave. Étant au courant d’un complot que son maître Lucius Malefoy préparait depuis plusieurs mois, Dobby vient trouver Harry dans sa chambre du 4, Privet Drive afin de le dissuader de retourner à Poudlard pour sa deuxième année scolaire. Il intercepte les lettres de Ron et Hermione qui lui sont destinées pour lui faire croire à un abandon de ses amis, et bloque également la barrière du quai 9 ¾, obligeant Harry à commettre une infraction et arriver en retard à l’école. Lorsque Dobby réalise que Harry reste quand même à Poudlard, il trafique un des cognards et, pendant le match de quidditch, ce même cognard s’acharne sur Harry et parvient à lui casser le bras. La nuit suivante, il lui rend visite à l'infirmerie et l'informe — par inadvertance — que ce n'est pas la première fois que la Chambre des secrets est ouverte. À la fin de cette année, Harry imagine un stratagème pour obliger Lucius Malefoy à libérer son serviteur. Une fois sa liberté gagnée, Dobby veut s’émanciper et, comble de tout pour un elfe, souhaite être payé pour travailler, ce qui déplaît fortement aux autres elfes de maison. Toutefois, après deux ans passés à chercher un travail, il finit par se faire engager par Dumbledore dans les cuisines de Poudlard. Il gagne ainsi un gallion par semaine avec un jour de congé par mois. Il est alors mieux habillé, portant un cache-théière propre en guise de chapeau, une cravate, un short et des chaussettes dépareillées. Dobby aime particulièrement les chaussettes et dépense son salaire en achetant de la laine pour les tricoter lui-même. À Noël, il reçoit des chaussettes moutardes de la part de Harry et un pull tricoté de la part de Ron. Il aide Harry pendant le Tournoi des Trois Sorciers. À la deuxième épreuve, alors que Harry n’a pas trouvé comment respirer sous l’eau, Dobby vole des branchiflores dans le bureau de Rogue pour lui permettre de réussir la tâche. Durant Harry Potter et l'Ordre du Phénix, c'est lui qui récupère tous les vêtements tricotés par Hermione (à l'origine destinés à libérer un maximum d'elfes) et qui révèle à Harry l’existence de la Salle sur demande, que celui-ci utilisera comme salle d’entraînement pour l’Armée de Dumbledore. C'est lui qui les avertit lorsque Dolores Ombrage et la Brigade inquisitoriale est sur le point de les découvrir. Pendant Harry Potter et le Prince de sang-mêlé, il suit (avec Kreattur), sous les ordres de Harry, Drago Malefoy, afin de découvrir ce que ce dernier mijote. Dans Harry Potter et les Reliques de la Mort, il apparaît dans les cachots du manoir des Malefoy. Dobby termine sa vie vaillamment, en sauvant la vie de Harry ainsi que de Ron, Hermione, Luna, Dean Thomas et Ollivander, le fabricant de baguettes magiques alors que ceux-ci sont enfermés. Il meurt dans les bras de Harry, un couteau en argent lancé par Bellatrix Lestrange juste avant son transplanage planté dans sa poitrine et murmure le nom de Harry Potter avant d’expirer. Harry tient à enterrer lui-même Dobby après avoir creusé sa tombe de ses propres mains, sans l’aide de la magie. Sur la pierre tombale de son ami, il inscrit la phrase : « Ci-gît Dobby, elfe libre ». La tombe de Dobby se trouve à la chaumière aux Coquillages, la demeure de Bill Weasley et Fleur Delacour.

#### E
Errol
Chouette de la famille Weasley. C'est une chouette lapone grise (Strix nebulosa) qui est associée à cette famille pour son côté comique. Fatigué, il ne supporte plus les longs trajets et il lui arrive souvent de s'évanouir.

#### F
Firenze
Membre du personnel de Poudlard
 Fumseck
Fawkes en anglais, est le phénix d'Albus Dumbledore. Ils se rencontrent en 1938[réf. nécessaire] et ne se sépareront qu'à la mort de Dumbledore en 1997. Le phénix est décrit comme une créature immortelle très intelligente et fidèle au directeur de Poudlard.
Fumseck aide Harry à affronter Tom Jedusor en apportant le choixpeau magique et l’épée de Godric Gryffondor dans Harry Potter et la Chambre des secrets. Il soigne, grâce à ses larmes, les blessures de Harry infligées par le venin du Basilic, monstre de la Chambre des Secrets.
Dans Harry Potter et la Coupe de feu, le chant de Fumseck redonne à Harry du courage lors du Priori Incantatem : la remontée des sortilèges. Fumseck lui soigne aussi la jambe dans le bureau de Dumbledore juste après la troisième tâche du Tournoi des Trois Sorciers. En effet, les larmes de phénix sont un antidote très puissant à la plupart des poisons (et le seul antidote au venin de Basilic). Et l'on apprend aussi par Dumbledore que la baguette de Harry et Voldemort contiennent deux plumes d'un même phénix qui justement, est Fumseck.
Durant Harry Potter et l'Ordre du Phénix, Fumseck servira surtout d'alarme pour l'Ordre du Phénix, notamment lorsqu'Arthur Weasley sera gravement blessé et que Dumbledore souhaite envoyer Harry et les enfants Weasley chez Sirius Black afin de se rendre ultérieurement à l'hôpital magique, Sainte-Mangouste. Durant ce livre, Fumseck nous dévoile une de ses propriétés : il transporte Dumbledore en une sorte d'éclair enflammé (Fudge, Ombrage et quelques employés ministériels souhaitant le départ forcé de Dumbledore).
Durant la bataille au ministère de la Magie, Fumseck s'interpose entre Voldemort et Dumbledore. Il avale le sortilège avec lequel Voldemort attaque Dumbledore (un rayon de lumière verte, vraisemblablement l'Avada Kedavra). Le phénix se consume entièrement et renaît sous la forme d'une boule de plumes ratatinée. Absent lors de l'assassinat d'Albus Dumbledore par Severus Rogue, il réapparaît après l’événement : immobile aux côtés de son défunt maître, Fumseck chante (selon le « Livre des créatures fantastiques », le chant du phénix inspire le courage aux bons et la peur aux mauvais) un air aussi beau que triste qui apaise la douleur de ceux qui l'entendent. Le phénix quitte ensuite Poudlard pour une destination inconnue. Il n'apparaît pas dans Harry Potter et les Reliques de la Mort.

#### G
Gnarlak
Personnage absent de la série romanesque Harry Potter, apparaissant dans le film Les Animaux fantastiques.
Gobelin propriétaire du bar clandestin Le Cochon Aveugle. C'est un personnage assez louche et facilement corruptible dès qu'une personne le monnaye.
 Graup
Géant, demi-frère de Rubeus Hagrid.
 Gripsec
Griphook en anglais, gobelin employé chez Gringotts. Dans Harry Potter à l'école des sorciers, il est chargé de conduire Harry et Rubeus Hagrid vers le coffre de Harry qui contient son argent, et vers celui qui renferme la pierre philosophale. Il ne réapparaît plus jusqu'au dernier roman de la série où il est emprisonné dans la cave du manoir des Malefoy après avoir été attrapé par des Rafleurs ayant fui Gringotts après la prise de contrôle de Voldemort. Lorsque Hermione affirme, sous la torture, que l'épée de Gryffondor qu'elle a en sa possession est une copie, Gripsec confirme son mensonge. Il est sauvé par Dobby en même temps que Ron, Hermione, Harry, Dean, Luna et Ollivander. Gripsec montre plus de respect pour Harry après l'avoir vu enterrer Dobby de ses propres mains. Il accepte d'aider Harry à pénétrer dans Gringotts pour dérober un horcruxe dans le coffre de Bellatrix Lestrange, en échange de l'épée de Gryffondor. Le trio et le gobelin réussissent l'effraction, mais Gripsec les trahit et s'enfuit avec l'épée immédiatement après.
Dans les adaptations cinématographiques des romans, son rôle est interprété par Verne Troyer dans Harry Potter à l'École des Sorciers et par Warwick Davis dans Harry Potter et les Reliques de la Mort.
 Gornuk
Gobelin employé chez Gringotts. Dans Harry Potter et les Reliques de la Mort, il fait une très brève apparition aux côtés de Gripsec, de Dean Thomas, de Ted Tonks et de Dirk Cresswell, tous en fuite. Il sera tué par les mangemorts en même temps que Dirk Cresswell et Ted Tonks et une minute de silence sera prononcée en leur mémoire à l'émission de radio clandestine Potterveille.

#### H
Hedwige
« Chouette » de Harry Potter. Elle a été achetée par Hagrid au chemin de Traverse pour l'offrir à Harry pour ses onze ans. C'est un harfang des neiges, qui en réalité n'est pas une chouette mais un hibou. Cet abus de langage provient du fait qu'en anglais (langue originale des livres de Harry Potter), comme dans de nombreuses langues, le hibou et la chouette se désignent sous un seul et même mot. Ce hibou a la particularité d'être diurne, majestueux et rare. Harry tient beaucoup à Hedwige, mais il préfère utiliser un autre hibou prêté par l'école pour envoyer son courrier car le plumage blanc de Hedwige est trop repérable. Elle est blessée dans Harry Potter et l'Ordre du Phénix en transportant son courrier. Dans Harry Potter et les reliques de la mort, elle est tuée lors d'une attaque de Mangemorts alors qu'elle était transportée dans sa cage. C'est Harry qui a donné ce nom à ce hibou. Il l'a trouvé dans un livre d'histoire de la magie.
 Hermès
Hibou petit duc appartenant à Percy. Il l'a reçu après avoir été nommé préfet. Son nom vient de Hermès, dieu grec des voyageurs.
 Hokey
Elfe de maison de Hepzibah Smith, apparaît dans Harry Potter et le Prince de sang-mêlé dans la Pensine de Dumbledore. Elle sera faussement accusée du meurtre de sa maîtresse dont le véritable auteur est Voldemort.

#### K
Kreattur
Elfe de maison de la famille Black. Il apparaît pour la première fois dans le 5e roman de la saga, mais est également présent dans le 6e et le 7e. C'est un vieil elfe de maison, chauve, avec un nez semblable à un groin et des poils sortent de ses oreilles. L'ensemble est décrit comme assez repoussant. Il est très attaché à Wilburga Black, la mère de Sirius Black. Il a été au service de la famille Black depuis son enfance. Lorsque Sirius revient prendre possession de son ancienne maison, après son évasion de la prison d'Azkaban, Kreattur se voit dans l'obligation de lui obéir (car ils ne peuvent pas faire autrement, les elfes de maison doivent obéir à leur maître) bien qu'il le déteste et le considère comme un traître à son sang. Il provoque indirectement la mort de Sirius, car il trahit l'Ordre du Phénix en communiquant certains renseignements importants à Bellatrix Lestrange (qui est née Bellatrix Black) et à Narcissa Malefoy (qui est elle aussi de la famille Black) : le fait, par exemple, que Harry considère Sirius à la fois comme un frère et comme un père et qu'il serait capable de tout s'il était en danger. Ayant été légué à Harry Potter par Sirius en même temps que le 12, square Grimmaurd, Kreattur est envoyé à Poudlard pour y travailler dans les cuisines. Harry lui demandera certains services, comme suivre Drago Malefoy. Il sera assisté dans cette tâche par Dobby. De retour au Square Grimmaurd l'année suivante, Harry interroge Kreattur sur la disparition du médaillon de Serpentard. Il lui révèle que c'est Mondingus Fletcher qui l'a volé. Il lui apprend également comment ce médaillon s'est retrouvé en sa possession : envoyé par Regulus Black pour assister Voldemort, celui-ci s'en sert comme victime pour cacher le médaillon dans la grotte ; rappelé par Regulus, Kreattur en revient vivant, avec la connaissance de la cachette ; Regulus a alors demandé à Kreattur de l'amener sur ce lieu, a remplacé l'Horcruxe par un médaillon identique, et a confié l'original à Kreattur en lui demandant de le détruire. Réalisant que Kreattur a trahi Sirius parce que ce dernier le détestait, Harry change de comportement envers l'elfe, le traitant désormais avec respect. Lorsqu'il lui offre le faux médaillon en mémoire de Regulus, Kreattur change à son tour de comportement envers Harry et ses amis, et les traite avec respect et dévotion. Ron, lui-même, en vient à concevoir pour lui de l'affection, en partie grâce aux repas que Kreattur leur prépare soigneusement lors de leur séjour à Square Grimmaurd. C'est lui qui dirige le groupe d'elfes de maison de Poudlard contre les Mangemorts lors de la bataille de Poudlard. Il est probable que Kreattur devienne définitivement l'elfe de maison de la famille Potter, après la défaite de Lord Voldemort.

#### M
Magorian
Chef du troupeau des centaures vivant dans la forêt interdite. Lorsque Harry et Hermione emmènent Dolores Ombrage, cette dernière l'attaque avec un sortilège Incarcerem, ce qui manque de le tuer. Il prend part à la deuxième partie de la bataille de Poudlard avec les autres membres de son troupeau attaquant les mangemorts avec des flèches.
Dans les adaptations cinématographiques des romans, son rôle est interprété par Michael Wildman.

#### N
Nagini
« Nagini » redirige ici. Pour le genre d'amphibiens fossiles, voir Nagini (amphibien).
Serpent appartenant à Voldemort et horcruxe de ce dernier dans les années 1990. Nagini est désignée comme étant une femelle dans la version originale, mais la traduction française ne précise pas le sexe du serpent. Dans Harry Potter et l'Ordre du Phénix, elle attaque Mr. Weasley alors que celui-ci surveille la porte du Département des Mystères. Dans Harry Potter et les Reliques de la Mort, Nagini prend la place de Bathilda Tourdesac après qu'elle fut tuée par Voldemort pour tendre un piège à Harry Potter. Pendant la bataille de Poudlard, elle tue Severus Rogue sur ordre de son maître avant d'être finalement tuée par Neville Londubat avec l'épée de Gryffondor.
Dans Les Animaux fantastiques : Les Crimes de Grindelwald, situé en 1927, une femme Maledictus, atteinte d'une malédiction du sang, se fait appeler Nagini (voir Nagini dans Les Animaux fantastiques).
J. K. Rowling précise que le nom « Nagini » vient du « Nāga », une créature mythologique indonésienne dont les caractéristiques peuvent être différentes selon les régions : ailée, mi-homme ou mi-serpent.
 Norbert
Dragon élevé dès sa naissance par Hagrid. Le dragonneau a été confié au frère de Ron, Charlie, car ce dernier travaille dans une réserve de dragons. Il s'avérera plus tard dans Harry Potter et les Reliques de la Mort que le dragon est en réalité une dragonne, rebaptisée Norberta.

#### P
Pattenrond
Crookshanks en anglais, chat en partie « fléreur » (Kneazle) de Hermione Granger. Hermione l'a acheté sur le chemin de Traverse dans Harry Potter et le Prisonnier d'Azkaban, à La Ménagerie Magique. C'est un chat Persan à la fourrure orangée, épaisse et foisonnante avec des pattes nettement arquées. Pattenrond est en fait mi-chat mi-fléreur ce qui lui donne la capacité de différencier les gens louches des autres. Ron n'appréciera pas beaucoup Pattenrond tout au long de Harry Potter et le Prisonnier d'Azkaban, qu'il accusera même d'avoir mangé Croûtard, ce qui se révélera faux. Cependant, il est vrai que Pattenrond tenta tout le long de cette histoire de capturer Croûtard pour l'emmener chez Sirius Black qui lui a fait comprendre que Croûtard est en fait un animagus non déclaré. À la fin de la troisième année de Harry à Poudlard, Pattenrond montre à Harry et Hermione comment faire pour passer sous le Saule Cogneur. Dans le Poudlard Express, Ron montre son nouveau hibou, Coquecigrue, à Pattenrond, pour lui demander si ce hibou lui convient, ce qui prouve que Ron a dorénavant accepté le chat d'Hermione. Le long des années passées à Poudlard, Pattenrond se montre plutôt affectueux et toujours doué pour repérer les gens louches.
 Peeves
Esprit frappeur, Poltergeist. C'est un esprit frappeur qui ne rate pas une occasion de perturber l'école, dégrader le matériel, dénoncer les élèves, faire des plaisanteries de mauvais goût et se moquer de tout le monde, y compris des professeurs. Le concierge Argus Rusard exige son expulsion depuis longtemps, en vain. Il n'obéit qu'au Baron Sanglant (fantôme de Serpentard) et à Albus Dumbledore. Ombrage voulait le faire « exclure » définitivement de Poudlard alors qu’elle était directrice de l’école dans Harry Potter et l'Ordre du Phénix mais la procédure n’a pas eu lieu. Peeves, pour une fois le bienvenu, participe à la bataille de Poudlard dans Harry Potter et les Reliques de la Mort. C'est le professeur McGonagall elle-même qui ordonne vivement à Rusard d'aller chercher Peeves pour qu'il les aide au combat final contre les Mangemorts - à la grande incrédulité du concierge. On le verra traverser un couloir en jetant aux Mangemorts des gousses de Snargalouf qui déploieront leurs tentacules sur eux. Après la victoire, Peeves chante un distique à la gloire de Harry en se réjouissant de la fin de Voldy (Voldemort).
Peeves n'apparaît pas dans les films.

#### T
Miss Teigne
Mrs Norris en anglais, nommée d'après un personnage de Jane Austen, chatte d'Argus Rusard. C'est une créature efflanquée aux yeux jaunes comme des lampes dont la charge est d'assister son maître dans ses tâches. Elle arpente les couloirs dans l'espoir de prendre la main dans le sac des étudiants en train d'enfreindre un règlement. Rusard l'envoie suivre Hagrid chaque fois qu'il arrive dans le château. Rusard est très attaché à Miss Teigne et est terrassé lorsqu'elle est retrouvée pétrifiée par le Basilic dans Harry Potter et la Chambre des secrets.
Dans le film, le chat interprétant Miss Teigne est un maine coon, excepté dans Harry Potter à l'école des sorciers où il s'agit d'un chat des forêts norvégiennes.
 Touffu
Fluffy en anglais, chien à trois têtes appartenant à Hagrid. Dans Harry Potter à l'école des sorciers, Touffu est chargé de protéger la Pierre philosophale en gardant la Trappe. En essayant d'empêcher le professeur Quirinus Quirrell de la passer, Severus Rogue se fit mordre la jambe le soir d'Halloween. Afin de passer la fameuse Trappe, il suffit de jouer un air de musique pour l'endormir. Ses origines sont grecques. Il vient du gardien des Enfers, Hadès, Cerbère (Cerberus) : il ne laisse passer que les morts et empêche les vivants d'accéder aux enfers.
 Trevor
Crapaud de Neville Londubat. Il lui a été offert par son grand-oncle Algie lors de son admission à Poudlard. Il le perd sans arrêt. Dans Harry Potter et le Prisonnier d'Azkaban, Severus Rogue menace Neville en lui disant qu'il testera sa potion de Ratatinage sur son crapaud, une potion qui devient un poison si elle est mal préparée. Finalement, grâce à l'aide de Hermione Granger, la potion est réussie et Trevor redevient seulement un têtard après son ingestion.
 Teddy
Niffleur de Norbert Dragonneau. Il apparait dans les animaux fantastiques. Il accompagne Norbert dans ses avantures.

#### W
Winky
Elfe de maison de la famille Croupton. Elle apparaît pour la première fois dans Harry Potter et la Coupe de feu lors de la coupe du monde de quidditch. Elle est libérée par son maître comme punition car elle est accusée d'avoir fait apparaître la marque des ténèbres mais aussi parce qu'elle n'a pas su garder Barty Croupton Jr. sous son contrôle. À la suite de cela, elle travaillera aux cuisines de Poudlard avec notamment Dobby. Déprimée et dépendante à la bièraubeurre, elle continue de garder les secrets de Mr. Croupton même si celui-ci n'est plus son maître. Elle assiste à la confession de Barty Croupton Jr. et découvre qu'il a tué son père, ce qui la fera plonger encore plus profondément dans la dépression.